# Architecture byzantine

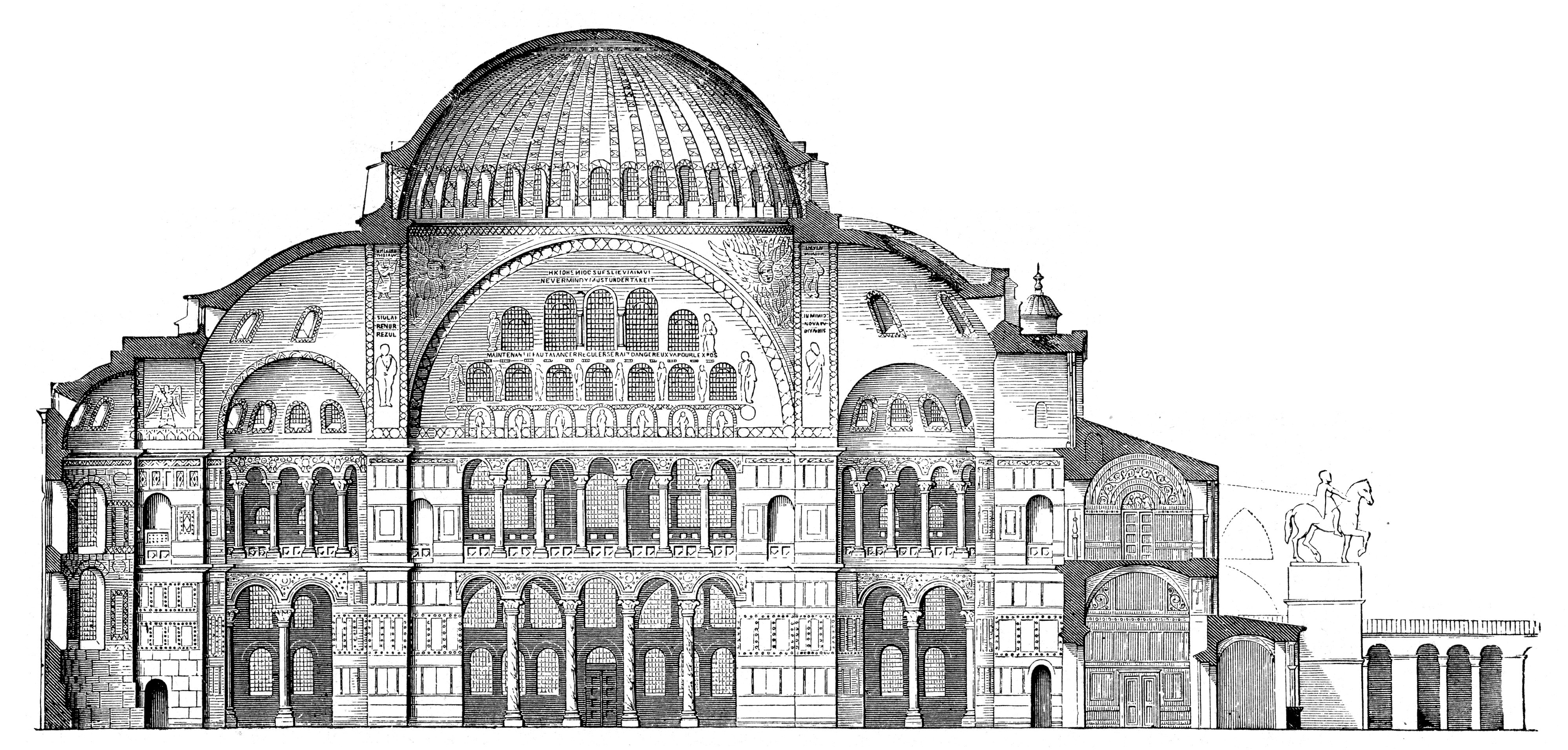
Sainte-Sophie de Constantinople, considérée comme le chef-d’œuvre de l'architecture byzantine.

L'architecture byzantine est le style architectural qui s’est développé dans l’Empire byzantin et les pays marqués de son empreinte comme la Bulgarie, la Serbie, la Russie, l’Arménie et la Géorgie après que Constantin a transféré la capitale de l’empire de Rome vers Constantinople en 330.
De Constantin et jusqu’à la construction de la basilique de Sainte-Sophie sous Justinien, elle constitue essentiellement la prolongation de l’architecture romaine traditionnelle où de vastes édifices étaient consacrés au culte ou aux affaires publiques et pouvaient accueillir de grandes foules. Par la suite, surtout au cours de la période où se multiplient les monastères et où les édifices tendent à être utilisés par une clientèle restreinte (fonctionnaires et dignitaires) plutôt que par les foules, les édifices prennent des dimensions plus restreintes en même temps que le plan adopte de manière plus générale la forme d’une croix grecque et que l’attention se porte sur la ou les coupoles et les  clés de voûte.
Trois périodes sont traditionnellement distinguées : l’époque primitive (de Constantin jusqu’aux Macédoniens), la période intermédiaire (dynastie macédonienne) et la période tardive (dynasties des Comnènes et des Paléologues).
L’architecture byzantine a contribué à influencer l’architecture hispano-mauresque, et plus récemment l’architecture néo-byzantine.

## Époque primitive (527-843)
À l’origine, l’architecture byzantine n’est que le prolongement de l’architecture romaine antique. Durant le Bas-Empire romain, la propagation du christianisme avait conduit au développement d'une architecture paléochrétienne, avec l’édification d’églises dont le plan, dérivé au départ de celui des temples païens et surtout des basiliques civiles romaines qui avaient été converties en lieux de culte, a progressivement adopté des formes mieux adaptées au culte chrétien. Alors que du IVe siècle au VIe siècle, le plan basilical rectangulaire constitue aussi bien en Orient qu’en Occident le prototype des églises paroissiales, épiscopales ou monastiques, il se développe parallèlement une architecture où le plan centré, en forme de rotonde ou de croix grecque, va peu à peu tendre à remplacer celui de forme longitudinale. Les briques deviennent plus prépondérantes que la pierre de taille comme matériau de construction, la disposition des colonnes se fait plus librement. Les mosaïques figuratives à fond d'or deviennent l’élément essentiel de la décoration intérieure, notamment des voûtes et coupoles. Pour laisser place aux mosaïques on cherche à supprimer complètement les couvertures de bois, ce qui conduit naturellement à l'abandon du plan basilical, qui se voit remplacé par des plans résultant d'assemblages de coupoles et demi-coupoles de plus en plus complexes. Après la grande crise de l'Antiquité tardive, qui a vu la chute de l'Empire romain d'Occident, le VIe siècle est une période de renouveau et d’expérimentation très féconde dans le domaine architectural pour l'Empire romain d'Orient, qui connait alors son apogée. On voit la coexistence d'une grande diversité de plans, qui se combinent parfois de façon complexe. Les empereurs Justin Ier et Justinien Ier furent de grands bâtisseurs tant par leurs édifices religieux (églises) que civils (forts, palais, édifices publics, marchés, aqueducs). C'est la grandeur passée de la civilisation romaine qui renait véritablement pour un temps à Constantinople.

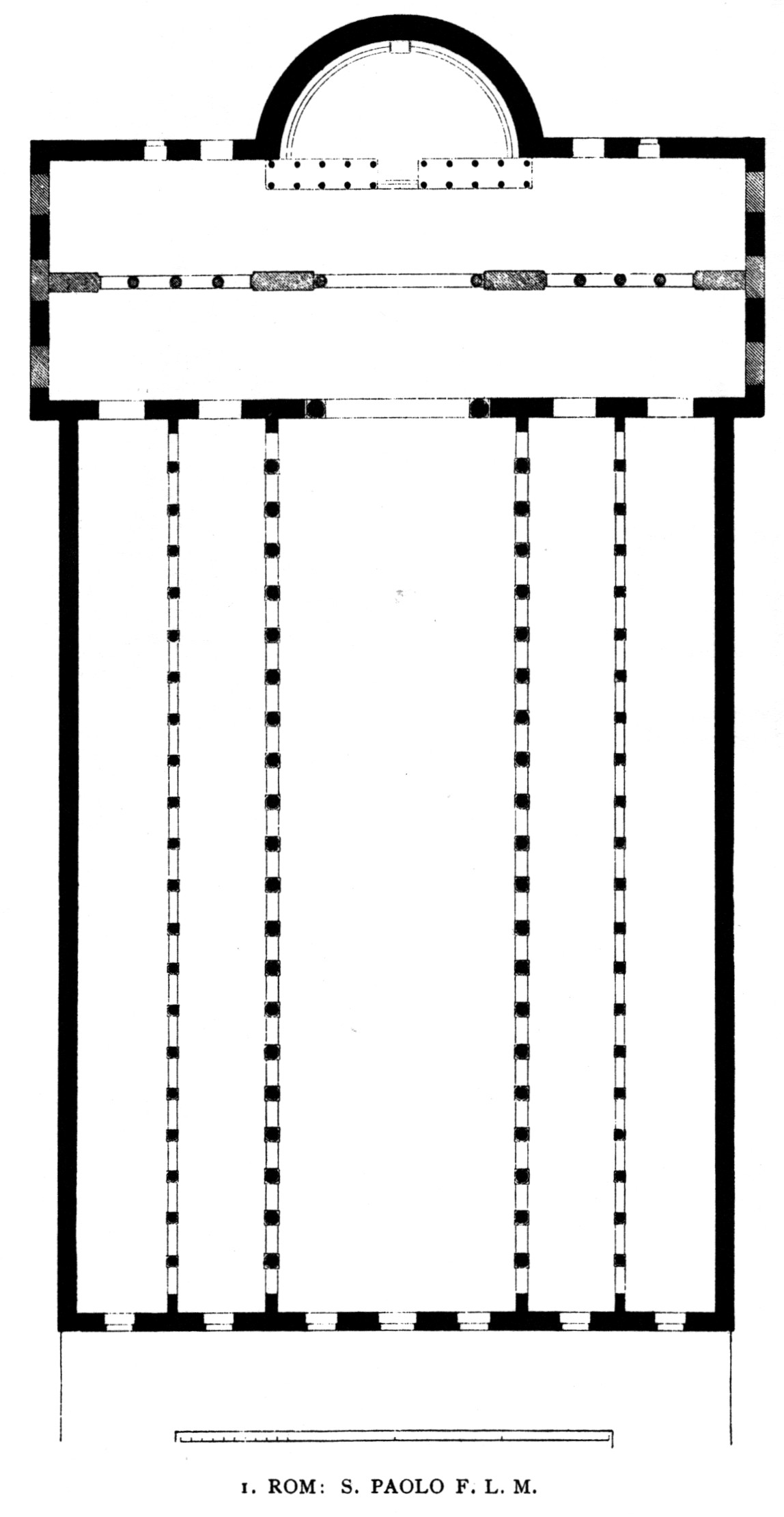
Plan basilical de la basilique Saint-Paul-hors-les-Murs de Constantin à Rome, IVe siècle.
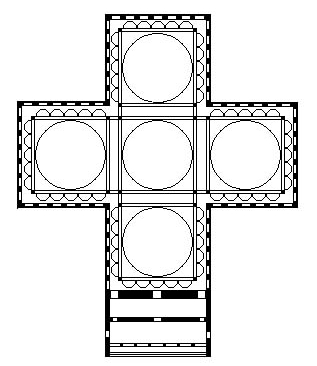
Plan centré en croix grecque à cinq coupoles de l'église des Saints-Apôtres de Constantinople, VIe siècle.
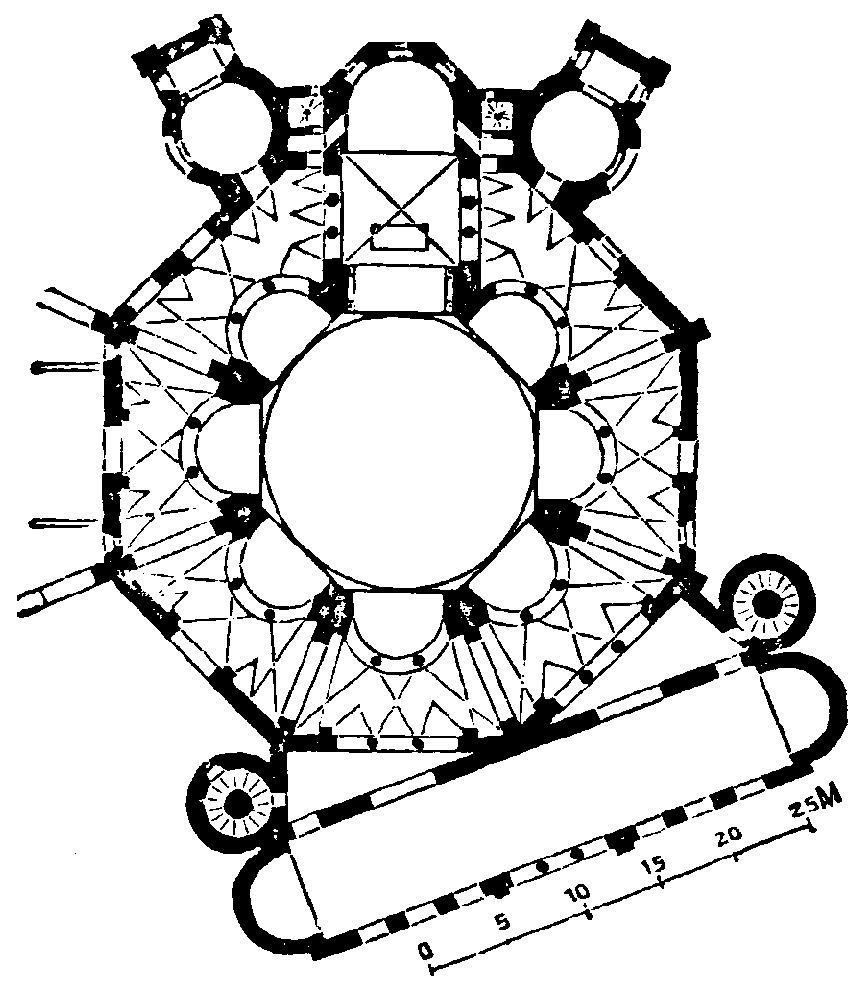
Plan centré octogonal de la basilique Saint-Vital de Ravenne, VIe siècle.
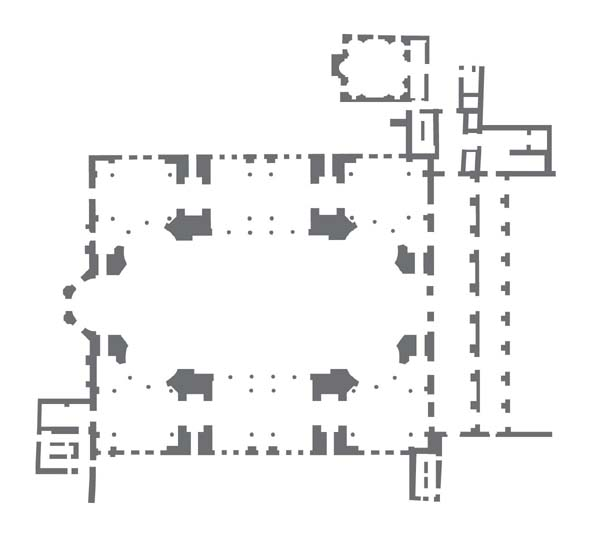
Le plan "intermédiaire" complexe de la basilique Sainte-Sophie de Constantinople, VIe siècle, une synthèse des plans précédents.

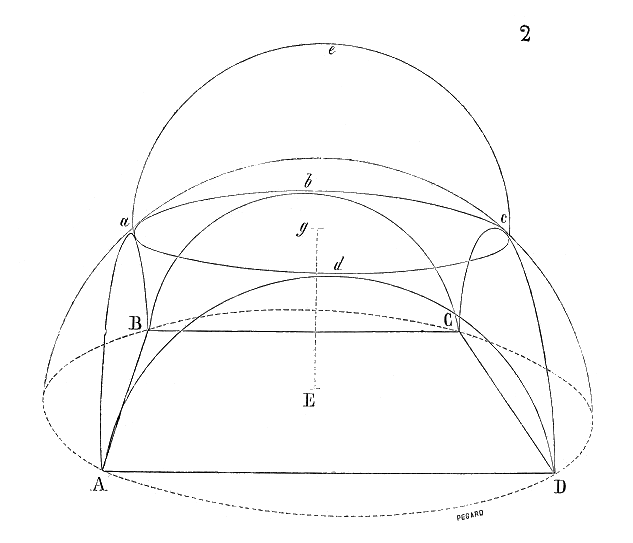
Les pendentifs sont quatre portions "triangulaires" d'une large coupole inférieure sectionnée par quatre arcs en plein cintre verticaux et par le cintre circulaire horizontal de la coupole supérieure. Le poids du système repose ainsi sur quatre points aux coins d'un espace de plan carré.

Beaucoup de monuments de cette première période architecturale ont aujourd’hui disparu. Les exemples les plus représentatifs qui subsistent sont édifiés au cours du règne de l’empereur Justinien et sont situés à Ravenne et à Constantinople. Cette période voit un progrès décisif dans l’histoire de l’architecture lorsque les architectes, Anthémius de Tralles et Isidore de Milet, découvrirent comment suspendre une grande coupole de forme circulaire au-dessus d'un espace de plan carré par la technique des pendentifs, une méthode particulièrement élégante mathématiquement et esthétiquement. Elle permet de faire reposer de larges coupoles sur quatre piliers. Certes des expériences avaient eu lieu tant en Occident qu’en Orient sur l’utilisation d’un dôme pour servir de toit à des édifices carrés, rectangulaires ou cruciformes, mais c’est vraiment avec la basilique de Sainte-Sophie de Constantinople qu’elles parvinrent à la perfection et que le dôme devint un symbole de l’architecture byzantine. Ces pendentifs sont remplacés dans d’autres églises, lorsque la coupole est plus petite, par des trompes.

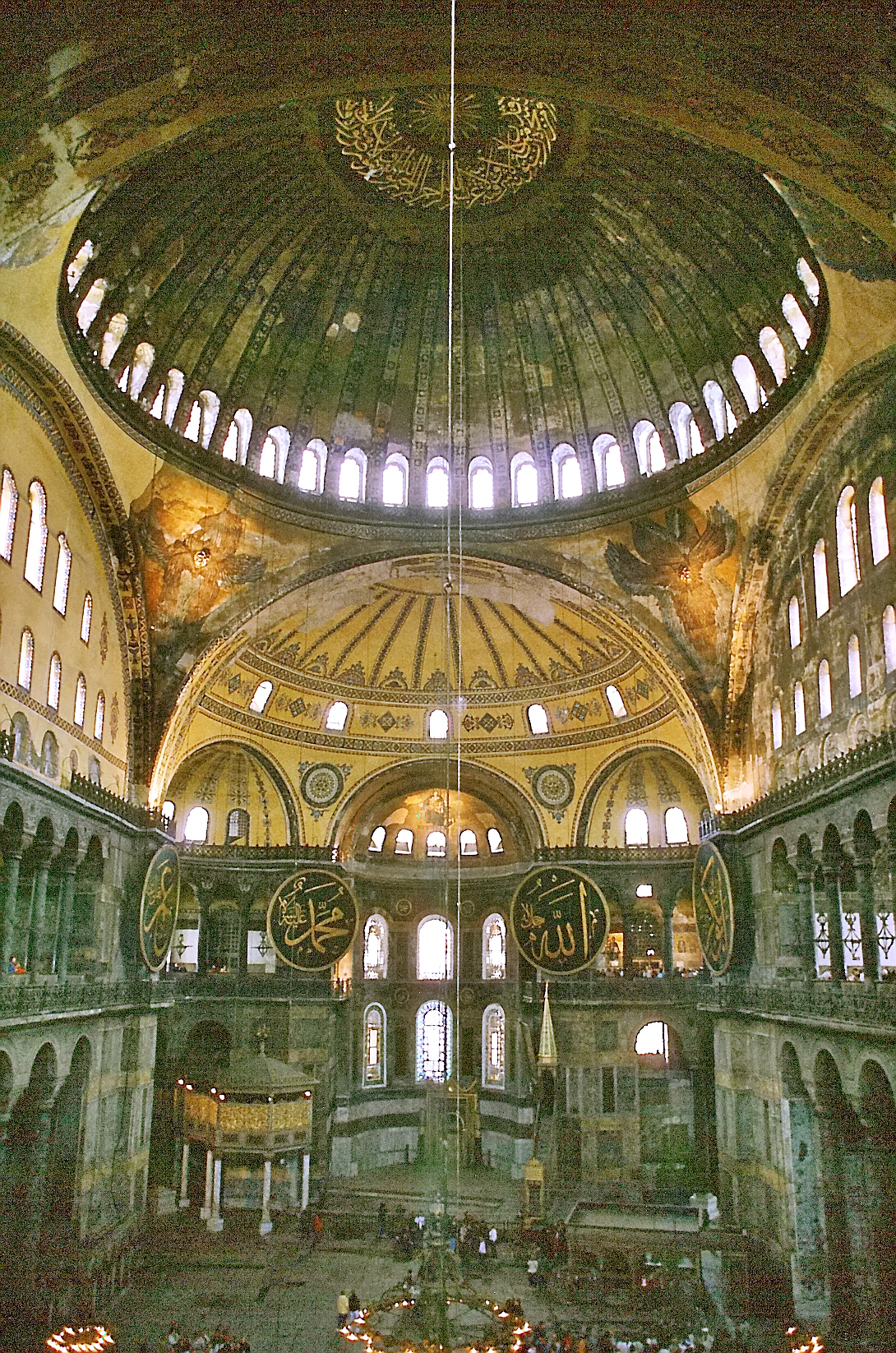
Vue intérieure de Sainte-Sophie, la coupole culmine à 55 mètres au-dessus du sol. Les mosaïques à fond d'or ont en grande partie été refaites à des périodes plus tardives, et elles sont aujourd’hui recouvertes et dissimulées par des enduits ou disparues

Le plan de la basilique Sainte-Sophie (signifiant Sainte-Sagesse, du grec Hagia Sophia) est une synthèse originale de deux sortes de plans : le plan central sous forme d’un carré couronné par une coupole et entouré par des absides et des absidioles, et le plan longitudinal (basilical) qui permet l’extension de la nef centrale en longueur, bordée de bas-côtés. En dépit de sa complexité, elle aboutit à une solution d'une grande unité et harmonie, faisant de cette basilique un des chefs-d’œuvre les plus admirés de l'histoire de l'architecture. Bien que l'église soit dominée par son énorme coupole centrale, son plan conserve celui d’une basilique avec nef centrale et bas-côtés séparés par deux colonnades bordant la nef, mais les rangées de colonnes traditionnelles sont modifiées par l’insertion de quatre gros piliers qui servent d’appuis aux pendentifs qui portent la coupole. Le plan carré de la partie centrale de la nef est racheté en longueur par deux énormes absides de la même largeur que le carré central de la nef (32 mètres). Le plan demi-circulaire de ces absides est lui-même élargi par deux absidioles plus petites sur leurs côtés. Ces absidioles sont chacune portées en leur centre par deux colonnes en porphyre rouge (plus voyant) qui les séparent des bas-côtés et poursuivent ainsi les colonnades bordant la nef au-delà des grands piliers. Les grands piliers sont même décorés de fausses colonnes en porphyre ou en marbre vert selon les côtés. Tous ces artifices ont pour effet d'obtenir une sorte de grande nef deux fois plus longue que large et de libérer dans l'église un gigantesque volume intérieur dénué de toute structure, inégalé jusqu'alors, couvert par la grande coupole au centre et flanquée de plusieurs demi-coupoles. De plus, la technique des pendentifs, reposant sur des piliers, rend les hauts murs latéraux inutiles (non porteurs) ce qui a permis d'y insérer les colonnades latérales à deux niveaux (dont un étage pour les tribunes) et d'ouvrir les murs au-dessus des tribunes pour éclairer majestueusement l'intérieur par une multitude de fenêtres sur deux niveaux supplémentaires, auxquelles s'ajoutent la couronne de quarante fenêtres que les architectes ont su créer dans la coupole elle-même. L'église est ainsi aussi lumineuse que les basiliques paléochrétiennes qui ne supportent que des charpentes en bois, l'effet est saisissant.
L’église des Saints-Apôtres de Constantinople, également construite sous Justinien et aujourd’hui disparue, constitue une autre tentative de fusion des plans, en déployant une solution bien plus simple mais qui donne moins d'unité au volume intérieur : elle était en croix grecque constituée de cinq espaces carrés juxtaposés, avec des piliers à leurs coins portant des pendentifs qui supportaient cinq coupoles de diamètres identiques. On avait ainsi une longue nef bordée par les piliers qui portent trois coupoles en enfilade, cette nef était croisée par un transept de même taille et conception que la nef. Cette église est aujourd’hui détruite mais la basilique Saint-Marc de Venise, dont il est question plus bas, en constitue une sorte de réplique construite cinq siècles plus tard.

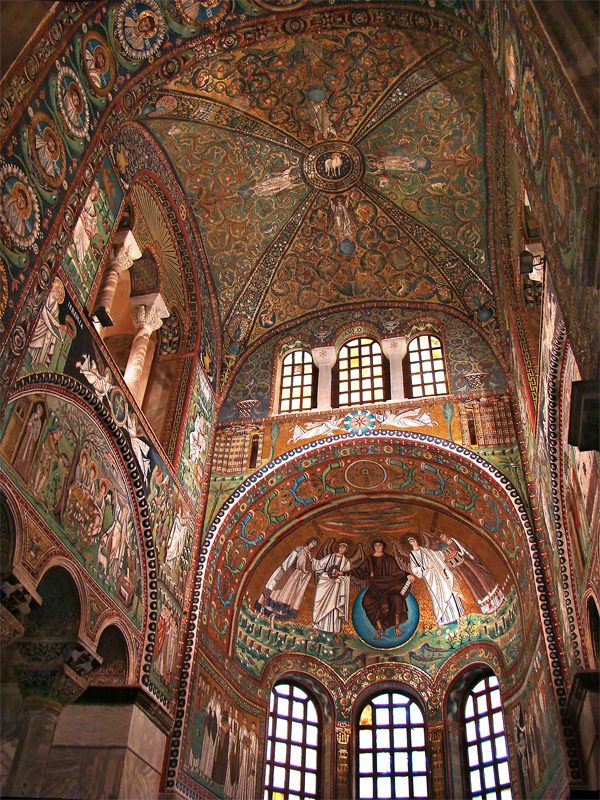
Les mosaïques de Ravenne, comme celles de la basilique Saint-Vital de Ravenne, sont les dernières aussi bien conservées de la période primitive, et donnent une idée du style de l'époque.

À Ravenne, on mentionne surtout la basilique à plan central de Saint-Vitale (San Vitale), construite au VIe siècle, et la basilique Saint-Apollinaire-le-Neuf (Sant’Apollinare Nuovo), construite au début du VIe siècle par Théodoric le Grand, qui est un des exemples les mieux conservés et harmonieux du plan basilical traditionnel. À Constantinople, outre la basilique de la Sainte-Sagesse (Hagia Sophia), furent édifiées sous Justinien celle de Sainte-Irène près de celle des Saints-Serge-et-Bacchus (aussi appelée « petite Hagia Sophia »), construite entre 527 et 536 et que l’on dit avoir servi de modèle aux deux premières, car on y trouve également une combinaison de traits distinctifs des églises longitudinales et de plan central.

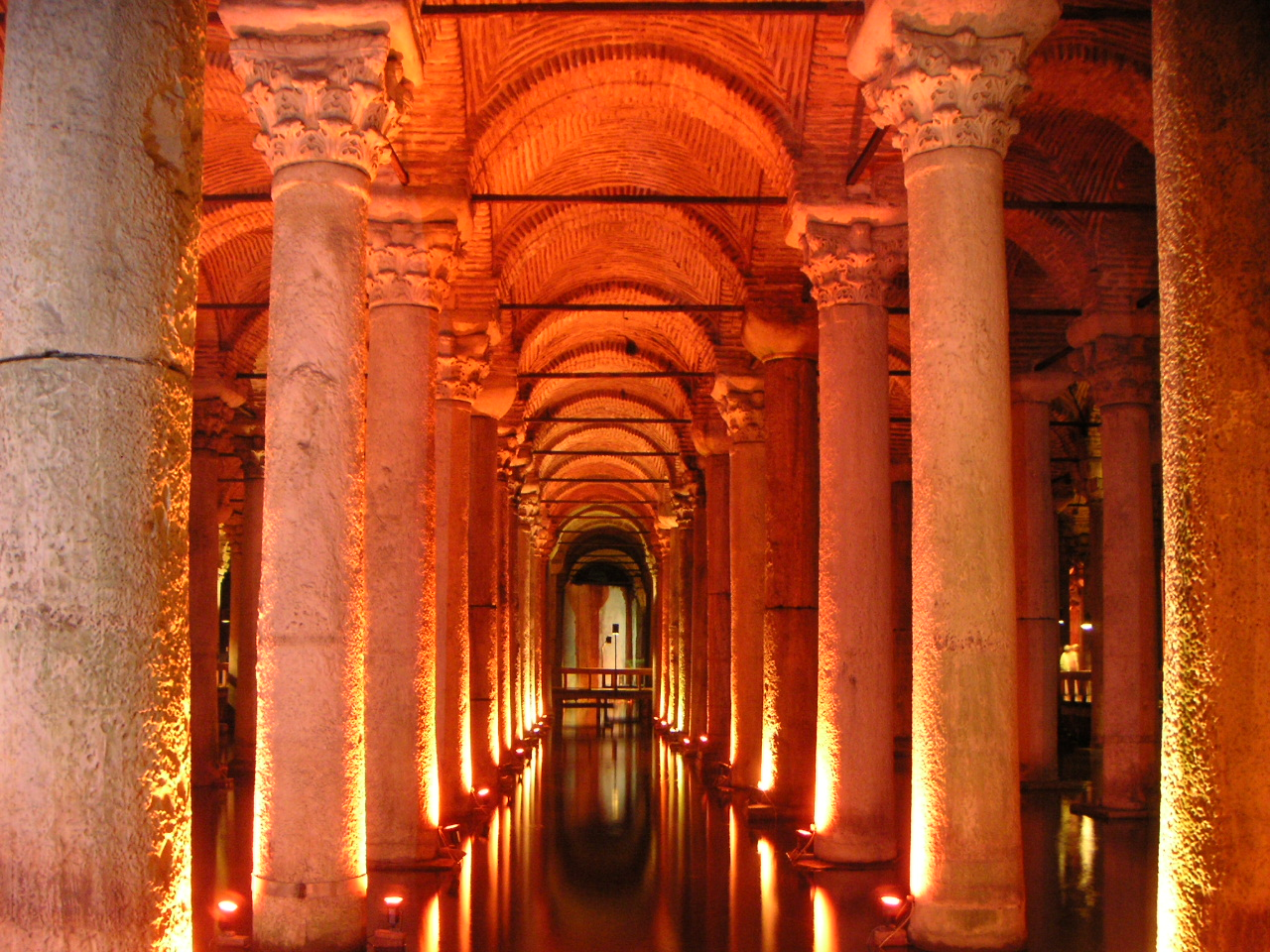
Le palais submergé, faisant office de citerne.

De la même période datent parmi les édifices non affectés au culte le Grand Palais de Constantinople, aujourd’hui en ruines de même que le mur de Théodose (vraisemblablement commencé sous Théodose II), lequel avec ses vingt kilomètres de longueur et ses tours imposantes constitue une des principales attractions touristiques de la ville en plus d’avoir permis à celle-ci de résister pendant plus de mille ans à tous ses ennemis. Mentionnons également le « Palais submergé » (en turc, Yerebatan Sarayī). Commencé sous Justinien dans les années 530, cet édifice qui servit à des usages multiples abritait une citerne souterraine de 138 m sur 65 m ornée de 28 rangées de 12 colonnes chacune supportant une voûte de briques. Outre l’ « aqueduc de Justinien », on peut encore admirer le pont monumental qui permet de franchir le Sangarius (aujourd’hui Sakarya) datant du VIe siècle de même que le pont sur la Karamagara dans l’est de la Turquie. Datant du Ve ou VIe siècle, il s’agit d’un pont voûté à arc unique de 17 m de longueur et de 10 m de hauteur.
Dans les autres pays de l’empire on doit mentionner l'église Hagios Demetrios de Thessalonique, le couvent fortifié Sainte-Catherine du Sinaï et le monastère de Djvari (VIe siècle) dans la Géorgie moderne ainsi que les trois églises du grand complexe monastique d’Etchmiadzin siège du patriarcat d’Arménie.
Tous ces édifices possèdent quelques traits en commun. En premier lieu, on voit évoluer au VIe siècle un certain nombre de traditions antiques comme le chapiteau corinthien aux volutes compliquées qui devient le chapiteau imposte ou chapiteau byzantin. Ces chapiteaux sont assez variés dans leurs formes et décors, mais le plus caractéristique est le type pyramidal avec délicats feuillages ou motifs géométriques sculptés, comme une couche de dentelle qui donne l'illusion d'abriter un réseau aussi aéré à l'intérieur ou du vide. Les colonnes lisses et sans cannelure paraissent plus légères. Les lourds entablements de l'architecture classique ont définitivement disparu ou se sont réduits à des frises, de même que les grandes architraves, qui donnaient un caractère monumental à l'architecture classique antique, ont été remplacées par des arcades en plein cintre, à la fois plus légères et efficaces. Lorsque la couverture est maçonnée elle est presque partout assurée par des voûtes ou des coupoles arrondies et lisses plutôt que des plafonds à caissons. Les planchers de mosaïques tendent à être remplacés par un dallage de marbre aux motifs arrondis et géométriques dérivé de l'opus sectile antique. Dans les grandes salles des églises, les colonnes soutiennent fréquemment un étage de tribunes et non plus seulement le toit. D'une manière générale, l’architecture cherche à s'élever et à se dématérialiser, elle cherche l'abstraction, à s'extraire d'un contexte concret et terrestre, les mosaïques à fond d'or participent beaucoup à renforcer cet effet. Sur le plan historique, on peut dire que l’architecture byzantine du VIe siècle représente l'apogée et l’achèvement d’un long processus de développement de l'architecture paléochrétienne où les architectes explorèrent de nouvelles voies et repoussèrent au maximum les possibilités techniques dont ils disposaient, mais elle est aussi le premier grand jalon de l'architecture chrétienne médiévale, en posant des principes, des idéaux et des recherches qui se développeront dans d'autres formes d'architecture et trouveront d'autres solutions tout au long du Moyen Âge.

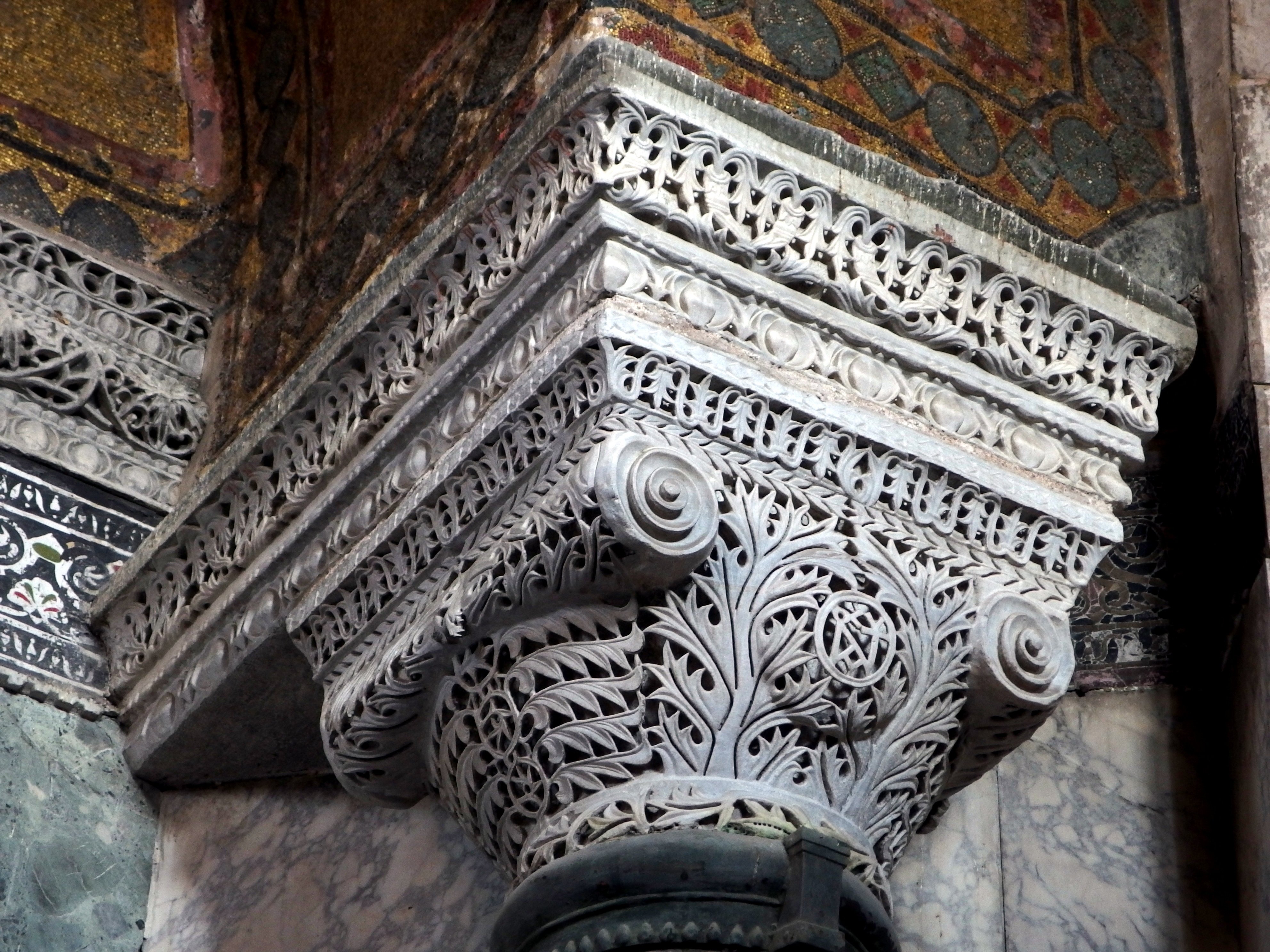
Un chapiteau de la basilique Sainte-Sophie, en marbre blanc délicatement sculpté.
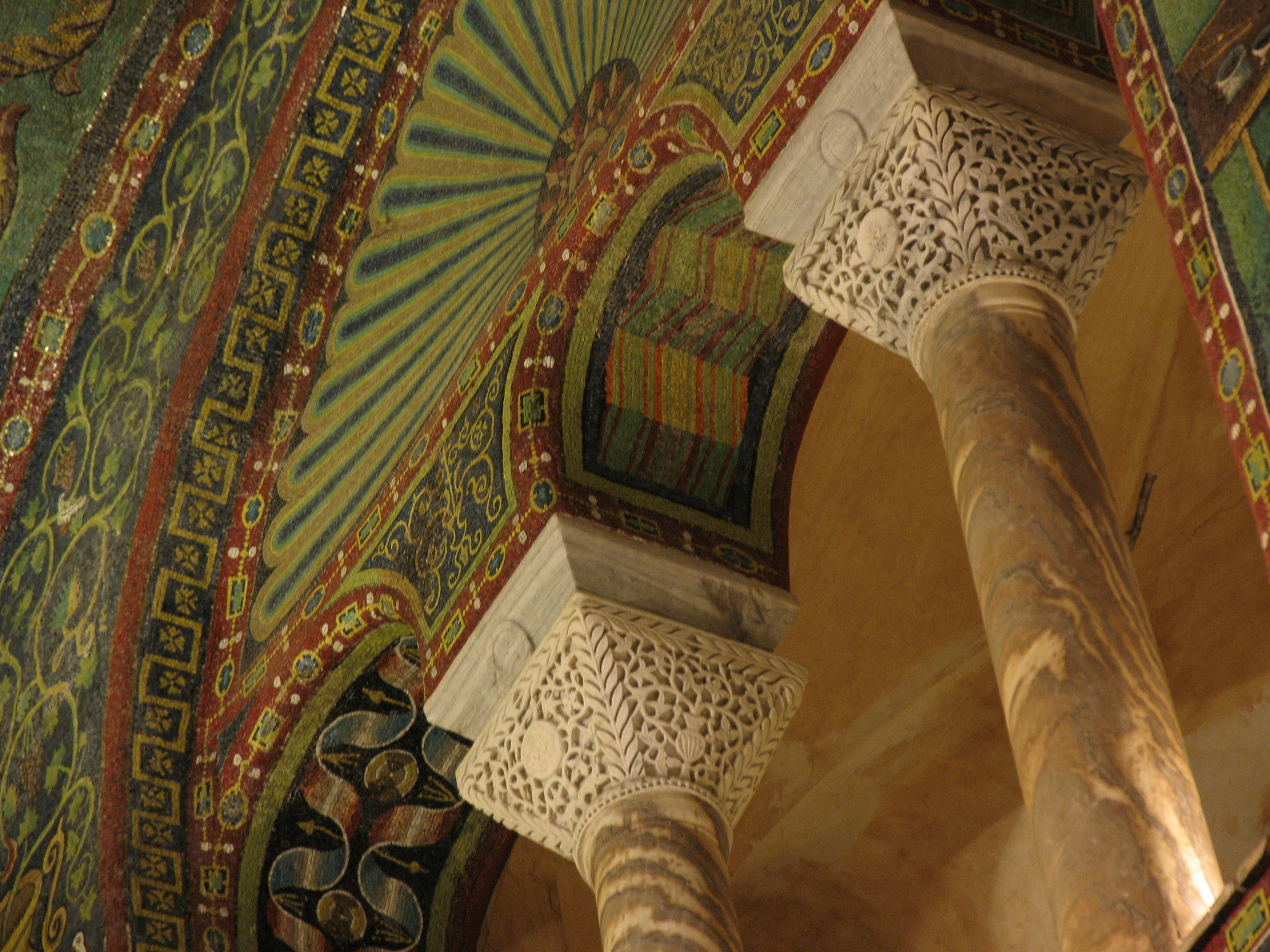
Chapiteaux de la basilique Saint-Vital de Ravenne
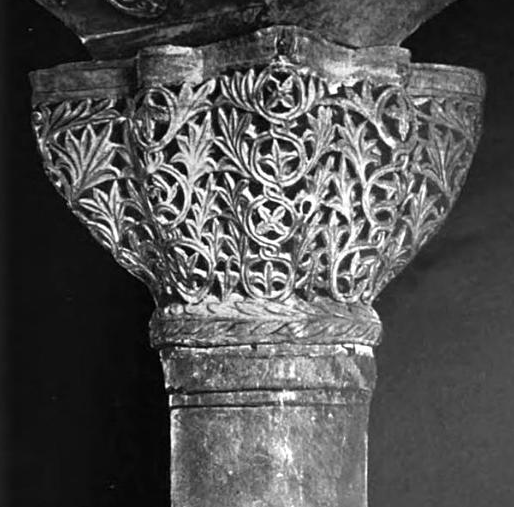
Chapiteau de la basilique Saint-Vital de Ravenne.
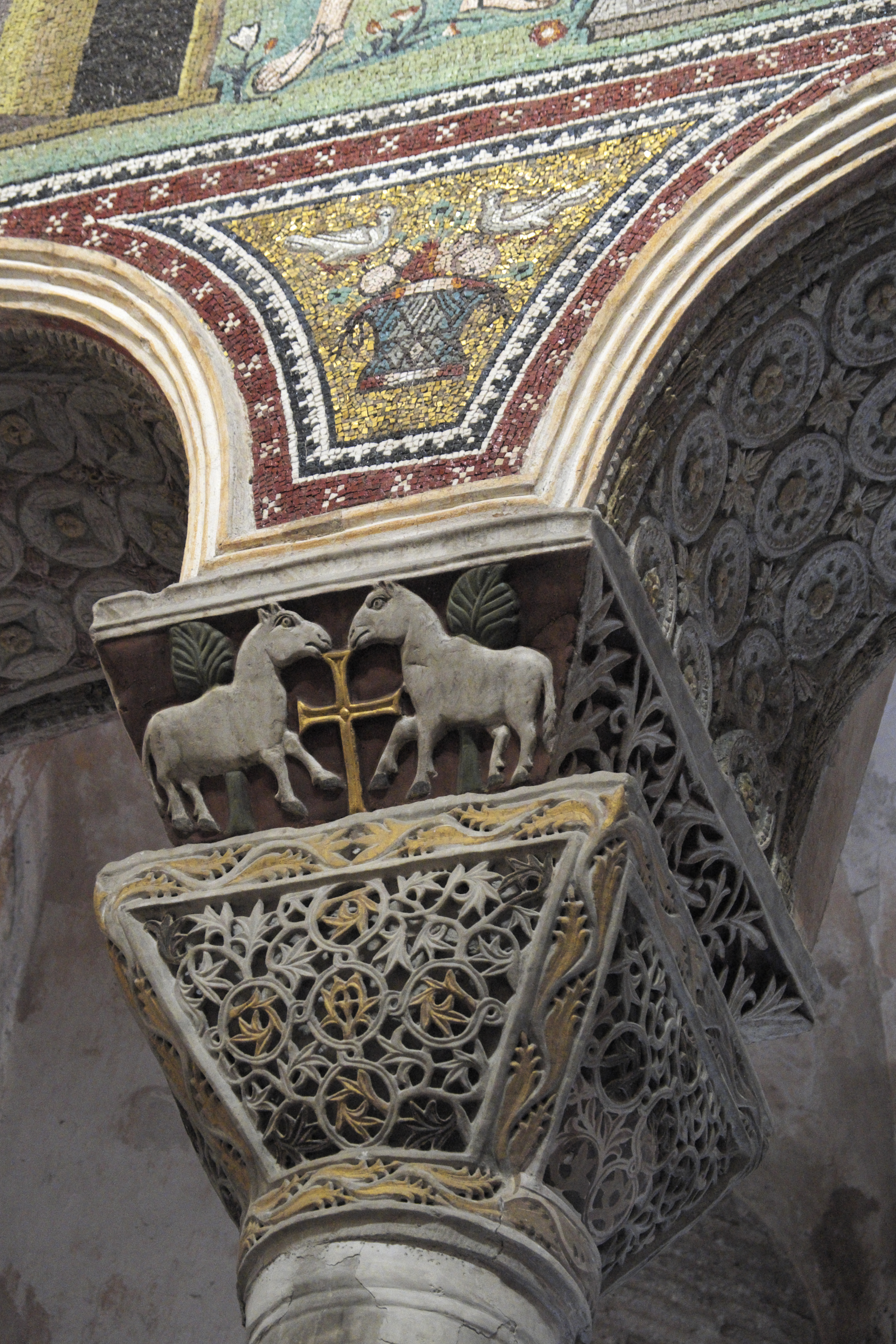
Chapiteau de la basilique Saint-Vital de Ravenne, marbre blanc avec ajout de polychromie partielle.
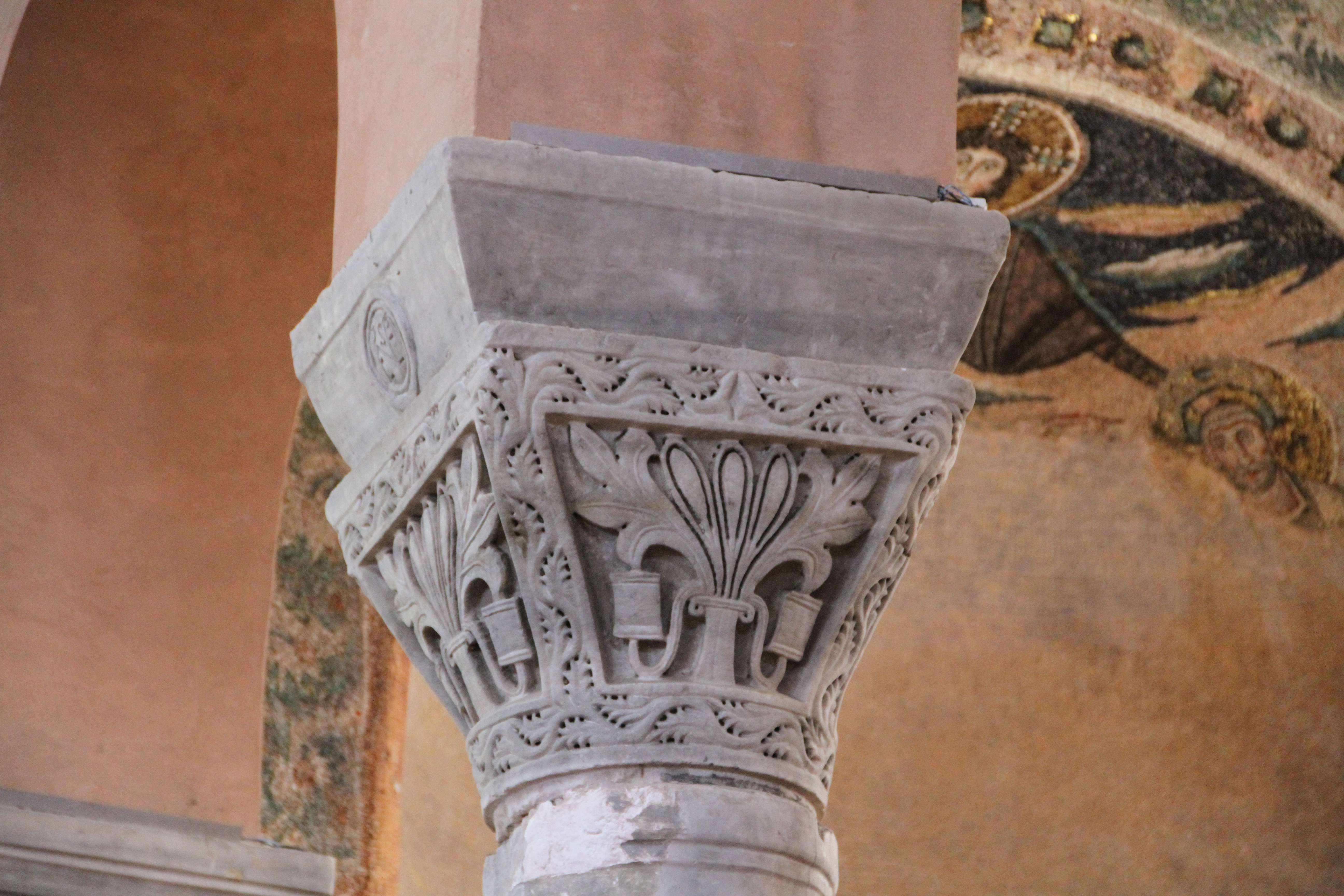
Un chapiteau de la basilique euphrasienne de Poreč, Croatie.
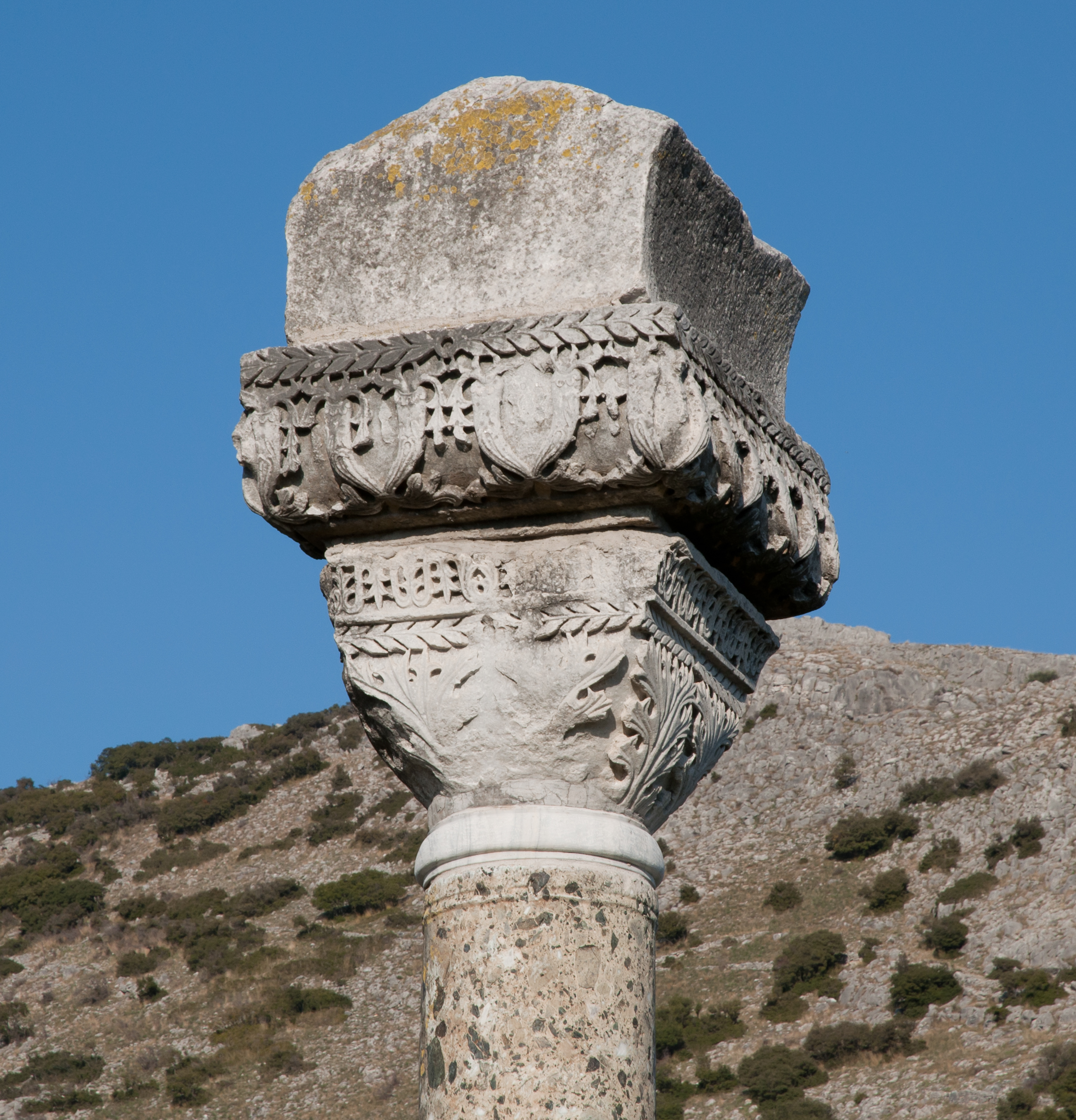
Un chapiteau d'une basilique en ruine à Philippes en Grèce.
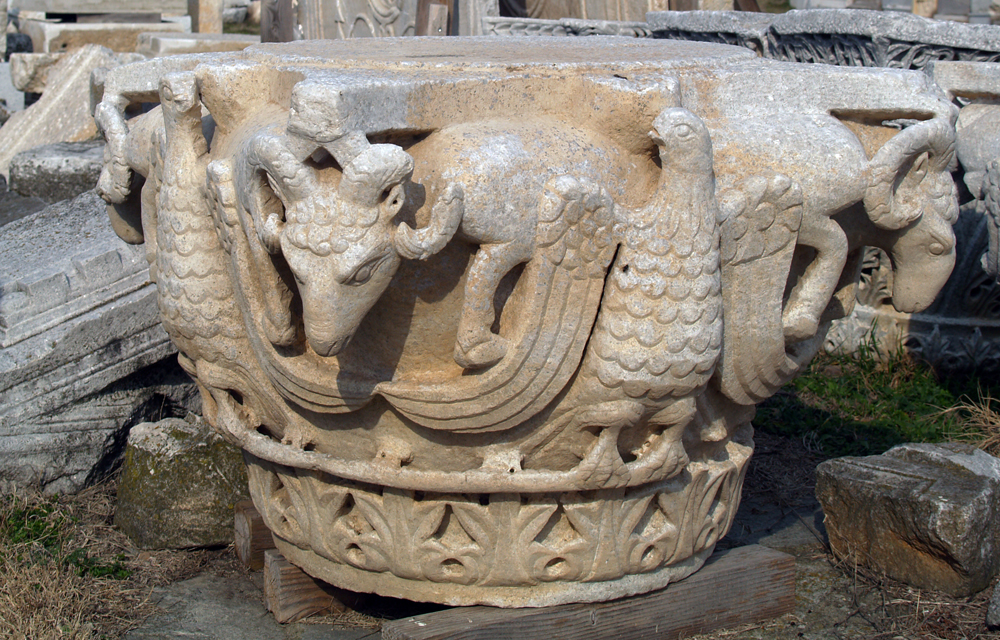
Un autre type de chapiteau byzantin : feuillages surmontés de protomés animaux saillants. Phillipes, Grèce.

## Période intermédiaire (843-1204)

### Évolution historique

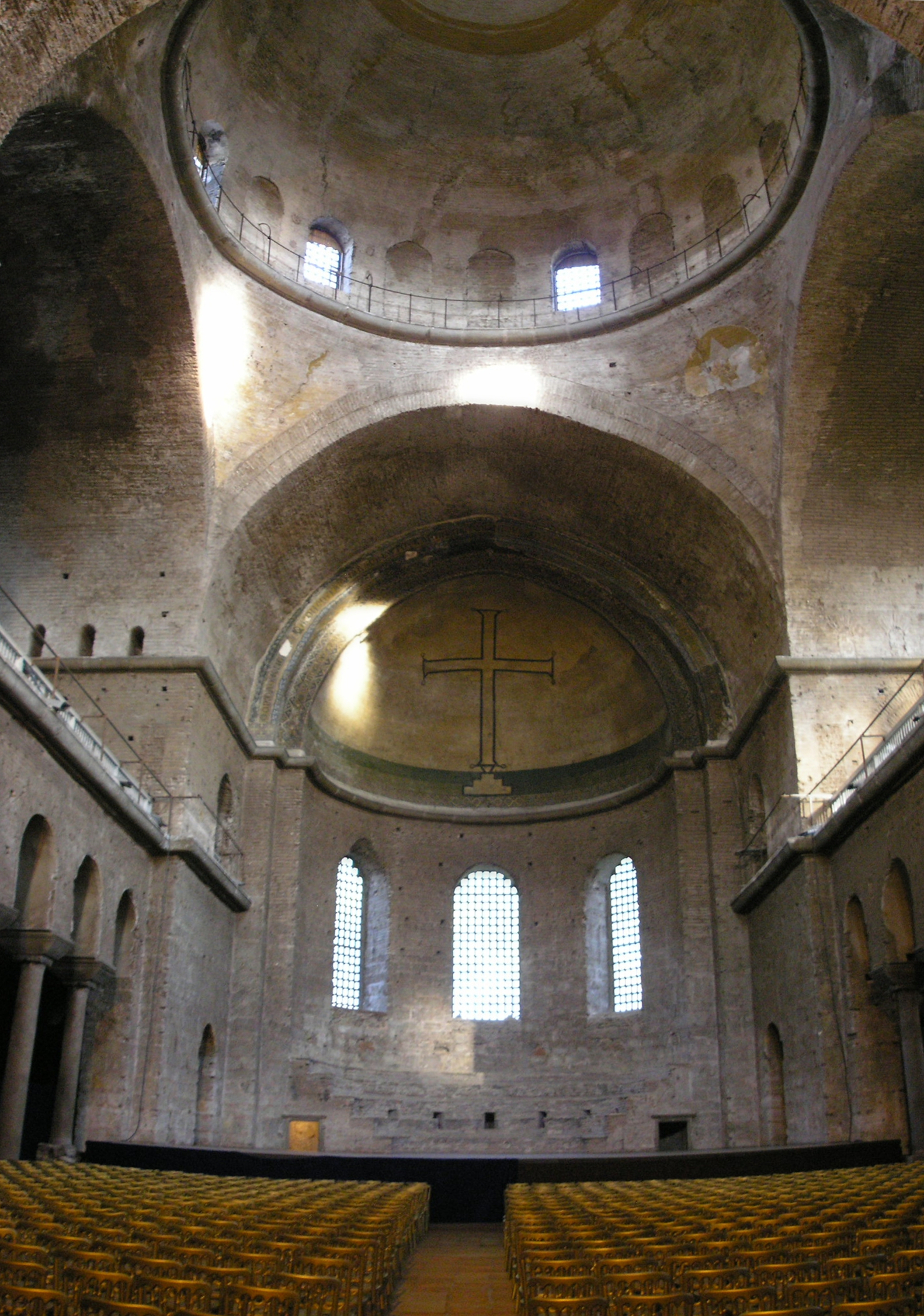
Intérieur de Sainte Irène de Constantinople. À la suite de l'iconoclasme, presque toutes les décorations intérieures ont disparu et une grande croix a remplacé la figure du Christ.

À la période féconde et novatrice de Justinien succéda deux siècles de torpeur marqués par les invasions slaves dans les Balkans, les guerres avec la Perse et le siège de Constantinople en 626, la montée des Arabes et de l’Islam, la perte définitive de la Palestine, de la Syrie et de l’Égypte dans les années 630-640, la conquête de l’Afrique du Nord par les Arabes qui assiégèrent Constantinople en 674-678 et en 717-718. Pendant ces deux siècles, l’architecture religieuse stagna, résultat de la crise iconoclaste (726-843) pendant laquelle on supprima les images des temples déjà existants sans pour autant en construire de nouveaux. L’architecture civile déclina également, en raison des épidémies de peste, des guerres civiles et du déclin des villes. Pendant cette période, on s’attacha essentiellement à réparer ou à maintenir les édifices existants. Ces deux siècles forment une sorte de charnière que l’on pourrait classer dans cette période ou dans la précédente.

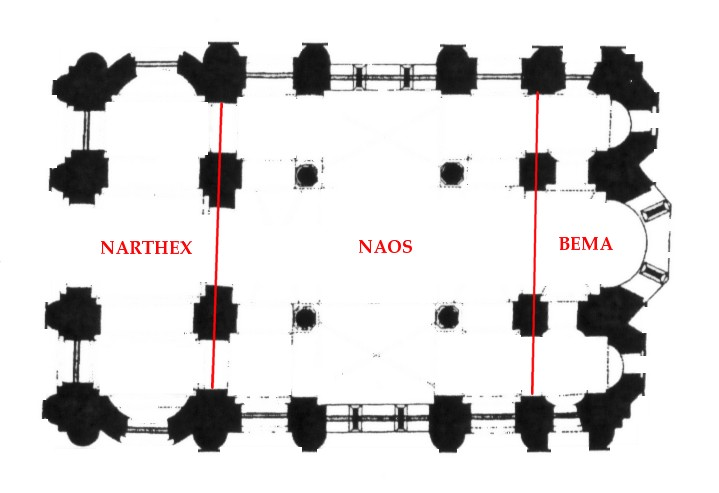
Plan d'une église dite "à croix inscrite".

Nous les inclurons dans la période intermédiaire, car c’est probablement au VIIIe siècle que furent construites les premières églises à croix inscrite, plan toujours utilisé dans l’Église orthodoxe. Ce type d’église, généralement assez petite, est centré autour d’un naos (le Saint des Saints) divisé en neuf baies par quatre colonnes qui supportent une voûte. À l’ouest se trouve le narthex (hall d’entrée) et à l’est le bêma (sanctuaire généralement surélevé où se trouve l’autel protégé par un dais, reposant sur des piliers, appelé ciborium), séparé anciennement par un écran du naos, remplacé de nos jours par une iconostase (mur sur lequel sont disposées les icônes). Directement sous le dôme principal se trouve l’ambon (chaire surélevée d’où étaient lues les Écritures), et au pied de l’ambon l’espace réservé au chœur de chantres. Autour de l’abside, le clergé prenait place sur des marches en escalier entourant le trône du patriarche (le synthronon). De chaque côté du bêma se trouvaient deux petites sacristies, le diaconicon (autel pour le trésor, les vêtements liturgiques et les textes sacrés) et la prothesis (autel pour la préparation de la communion).

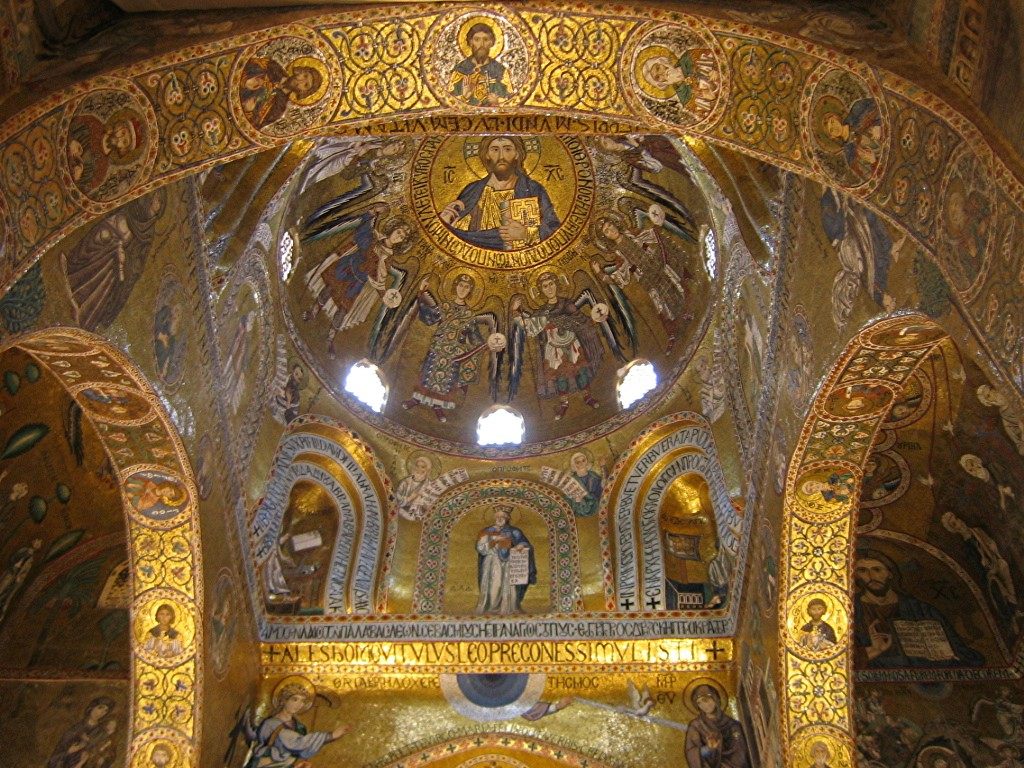
Dôme de la chapelle palatine de Palerme.

De forme presque carrée, contrairement aux églises de type longitudinal ou axial ces églises voulaient représenter dans leur architecture la hiérarchie du cosmos. Partant de la partie la plus élevée, le dôme, le regard descendait vers les voûtes qui surplombaient le bêma et les absides, avant de rejoindre les murs. Cette hiérarchie était rendue tangible par des corniches de marbre qui séparaient chacune des trois composantes. Au sommet de cette hiérarchie, dans le dôme, figurait une mosaïque représentant le Christ et plus bas, une autre représentant la Vierge dans le demi-dôme de l’abside. Suivaient au troisième et dernier niveau les anges, les prophètes, apôtres, pères de l’Église et autres saints, alors que les murs illustraient diverses fêtes du calendrier liturgique.
L’Empire byzantin émergea au début du IXe siècle du chaos dans lequel il s’était débattu au cours des siècles précédents. On qualifie cette période de « Renaissance macédonienne ». Mais cet empire ne couvre plus l’ensemble de la Méditerranée. L’Asie Mineure est le théâtre des invasions arabes; les Slaves s’installent dans les Balkans; le sud de l’Italie et la Sicile sont le théâtre d’une lutte entre le pape et les Normands. Si bien que la deuxième période de l’architecture byzantine se concentrera presque uniquement sur Constantinople et ses environs.
Les règnes de Théophile (829-842) et de Basile Ier le Macédonien (867-886) furent marqués par une volonté de rénovation comme en témoignent les textes de l’époque où abondent des termes neos, kainos, kainourgios signifiant, ici, moins une « nouveauté » qu’un « rajeunissement » ou un « retour aux sources », en fait une consolidation de l’art traditionnel.
Les monuments érigés durant cette période rénovent ou imitent les monuments les plus glorieux de Justinien, sous une forme plus modeste toutefois, car ils ne sont plus destinés aux foules d’autrefois, mais au public plus restreint qui gravite autour de l’empereur: dignitaires et courtisans.
De même, les églises nouvellement construites sont moins destinées à être le siège d’un évêché ou d’une paroisse qu’à desservir un monastère dont le clergé devient de plus en plus autonome et cherche à se soustraire aussi bien à la juridiction épiscopale qu’impériale. À l’origine situés à la campagne où ils vivaient des fruits de leurs terres, les monastères tendent à s’installer à Constantinople ou, à tout le moins, à y établir une desserte (metochia).
À cette période d’effervescence architecturale, succède sous Basile II (976-1025) une période de vide presque complet. C’est que, si Basile II réussit à repousser les frontières de l’empire qui inclut maintenant l’ensemble des Balkans et s’étend en Asie de l’Arménie aux côtes de Syrie, l’empereur est un soldat économe qui s’occupe peu d’architecture et veut avant tout reconstituer le trésor public.

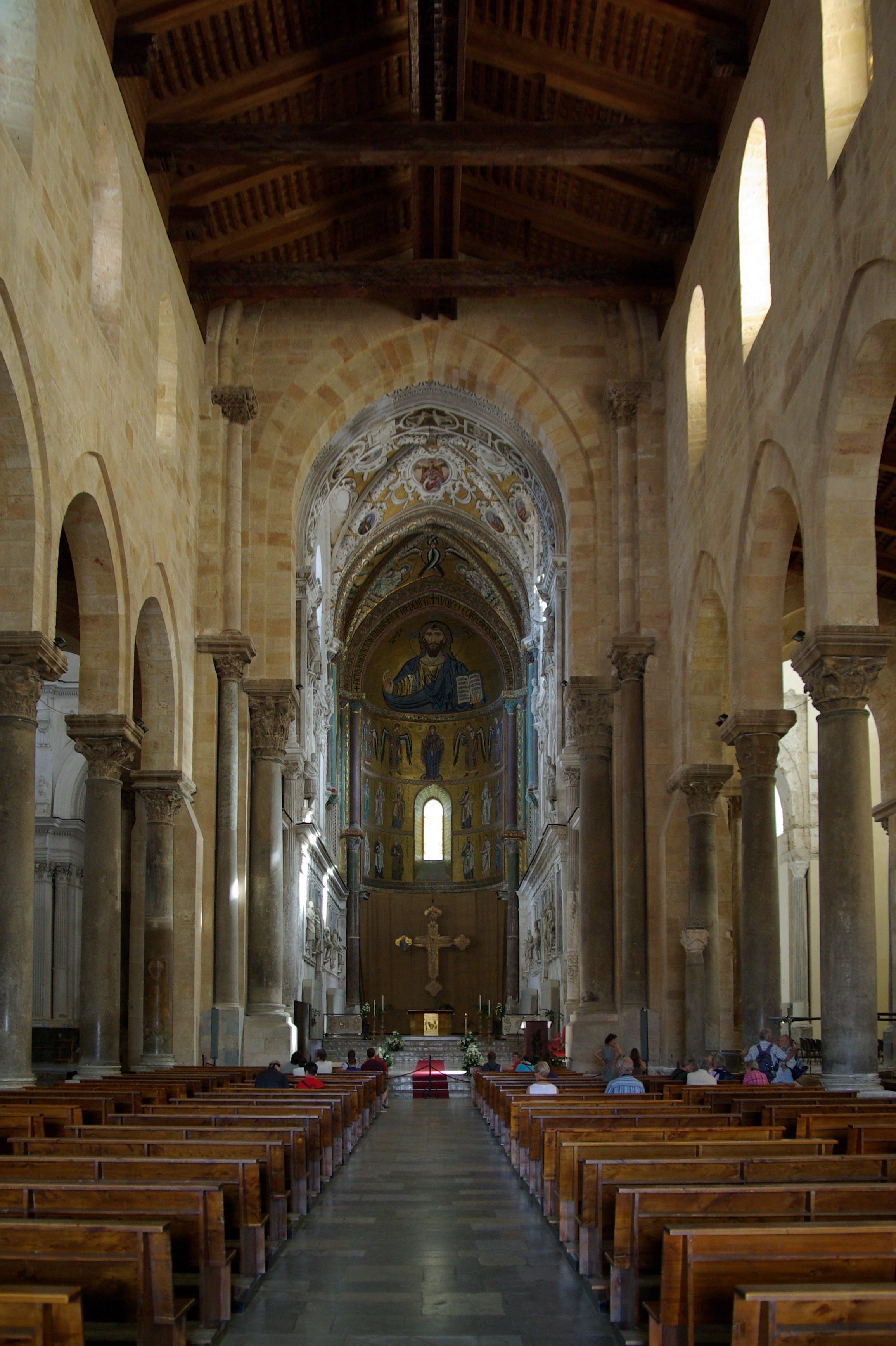
Intérieur de la cathédrale de Céfalù en Sicile, mélange de styles normand et byzantin.

Dans les pays qui ont déjà fait partie de l’empire, l’influence byzantine subsiste, mais les traditions locales deviennent prééminentes. Ainsi, en Sicile, autrefois partie de l’empire, mais conquise par les musulmans en 902 avant d’être prise par les Normands en 1072, se développe un genre que l’on pourrait qualifier d’ « orientalisant ». Presque tous les rois normands iront chercher leurs artisans dans le monde byzantin. Et si les églises qu’ils feront construire adopteront généralement le plan à trois nefs occidental sans coupole, leur finition intérieure s’inspirera de celle de Byzance, sans toutefois en conserver le symbolisme. La cathédrale de Céfalù, commencée en 1131 sous le règne de Roger Ier présente dans la voûte d’abside un buste du Christ pantocrator qui, dans une église typiquement byzantine, aurait dû occuper le dôme. Cette entorse à la « hiérarchie » se poursuit sur les murs verticaux des absides où on retrouve la Vierge, non plus comme la Théotokos (c’est-à-dire comme mère de l’enfant-Dieu), mais en position de prière entre les archanges au-dessus et les apôtres au-dessous.

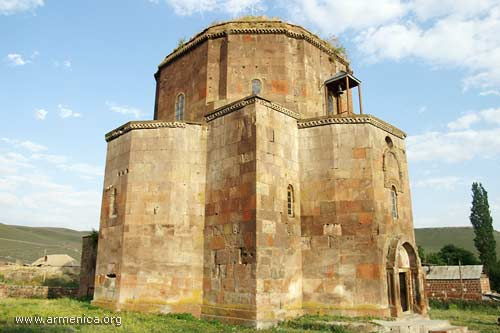
e}}|left|Église Saint-Jean de Mastara, Arménie, Ve

Alors que l’Empire byzantin entrait dans cette période sombre, se développa entre le VIIe siècle et la conquête arabe en Arménie un genre propre. Très tôt on abandonna le plan longitudinal en faveur du plan en croix inscrite dans un carré et les architectes élaboreront diverses formes de dômes qui se modifieront par diverses variations en y ajoutant des niches abritant des chapelles sur certains côtés du carré (église de Mastara) ou en détachant le dôme des quatre murs pour le faire reposer sur des piliers ou colonnes (cathédrales de Bagaran et d’Etchmiadzin) ce qui permettra la construction de tambours de plus en plus étroits à mesure que l’on approche du sommet. Elles se caractérisent par l’utilisation de plans circulaires ou octogonaux, inscrits ou non dans un carré.

### Exemples de réalisations architecturales

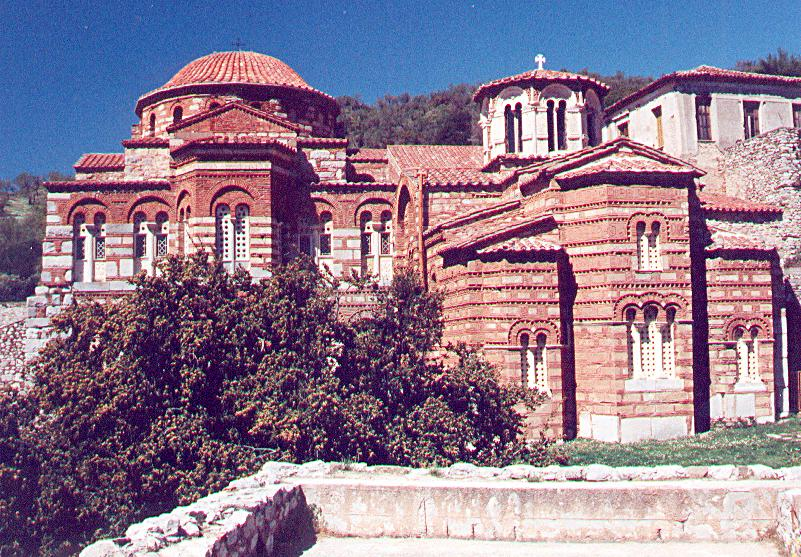
Églises du monastère Saint-Luc, XIe siècle, exemple de l'art byzantin pendant la dynastie macédonienne.

L’empereur Théophile se consacra surtout à la remise en état du mur de protection le long de la mer et à la construction de palais à Constantinople. L'architecture de ces palais fut fortement influencé par ce que les envoyés de Théophile avaient vu en Syrie et rappellent ceux des dynasties omeyyades et abbassides. Basile Ier pour sa part, construira ou rénovera quelque trente-et-une églises, dont vingt-cinq dans la capitale et six dans les faubourgs.
La plus célèbre d’entre elles, aujourd’hui disparue et que nous ne connaissons que par des descriptions du Moyen Âge, est la Nea Ekklesia ou Nouvelle Église (880). Vraisemblablement construite sur le plan dit de la « croix inscrite », elle était couronnée de cinq dômes, couverts de mosaïques à l’intérieur et de tuiles de cuivre à l’extérieur. À l’intérieur, celle-ci était dotée d’au moins quatre chapelles consacrées au Christ, à la Vierge, aux archanges Michel et Gabriel, Élie et saint Nicolas. Avec l’église votive de la Theotokos Panakrantos (église votive de la mère de Dieu, Constantinople) (aujourd’hui sous les ruines de la Mosquée Fenari Isa), elle servira de modèle pour nombre d’autres églises à travers l’empire, y compris la Cattolica di Stilo en Italie du sud (IXe siècle), l’église du monastère de Hosios Lukas (saint Luc) en Grèce (946-955), la Nea Moni (nouveau monastère) sur l’île de Chios (1045), et le monastère de Daphní près d’Athènes (1050). Elle se répandra également dans les pays slaves en voie de conversion. Ainsi la cathédrale Sainte-Sophie d’Ohrid (aujourd’hui en Macédoine du Nord) ou l’église du même nom de Kiev (Ukraine) sont des exemples types de l’utilisation de la coupole sur un tambour, laquelle gagnera avec le temps en hauteur et en sveltesse.

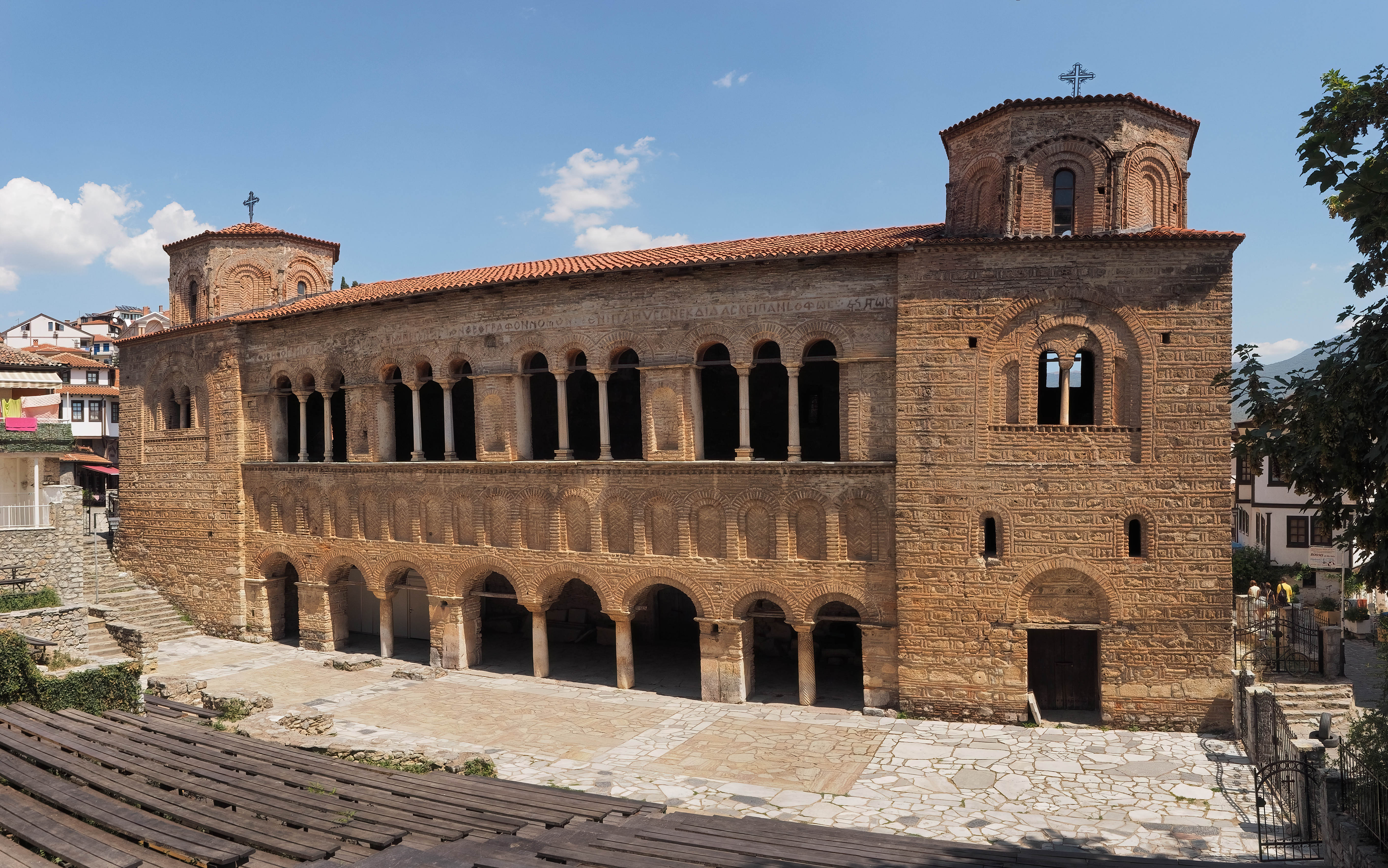
Vue de l'église byzantine Sainte-Sophie de Lychnidos.

Les monastères byzantins de cette époque présentent des complexes architecturaux possédant des caractéristiques communes. Ils sont généralement entourés d’un mur et dotés d’un portail élaboré, souvent garni de bancs où pauvres et mendiants venaient demander l’aumône. Le portail s’ouvrait sur une large cour intérieure au milieu de laquelle s’élevait l’église qui était, contrairement à la pratique de l’époque primitive, séparée des autres bâtiments ce qui obligea à donner plus d’importance à son aspect extérieur. Les quartiers d’habitation s’alignaient à l’intérieur des murs avec leurs cellules rectangulaires, généralement voûtées. Le deuxième édifice en importance était le réfectoire et la cuisine attenante. Les autres bâtiments comprenaient habituellement une fontaine, un four, une maison pour les visiteurs, quelquefois une infirmerie et des bains.
C’est aussi à cette époque que commencera la construction des monastères du Mont Athos lesquels, avec la Grande Lavra de Saint Anthanase en 961 devinrent progressivement le centre du monachisme orthodoxe. Sauf pour le Protaton, église la plus ancienne située dans la capitale administrative de Karyès, toutes les autres églises épousent la forme d’un trèfle sur le modèle du katholikon (église principale d’un monastère) qui aurait été bâti par saint Athanase lui-même.

## Période tardive (1204-1453)
Dès le XIIe siècle, l’Empire byzantin commença à se morceler: Chypre fit sécession en 1185 et quatre années plus tard Théodore Mancaphas s’érigeait en seigneur de Philadelphie. La chute de Constantinople en 1204 ne fit qu’accélérer cette tendance alors que se formaient l'empire de Nicée et l'empire de Trébizonde, le despotat d'Épire (capitale Arta), la principauté de Morée (capitale Mistra) et diverses principautés latines. L’architecture de cette période suivit l’évolution des influences politiques exercées sur ces territoires (Géorgiens et Turcs pour l’empire de Trébizonde, Francs et Slaves pour le despotat d’Épire, Vénitiens et Génois pour les grands centres commerciaux), de même que religieuses : Église catholique romaine et Islam. Que ce soit dans la construction des châteaux forts ou des églises, le style gothique commença à pénétrer dans cette région du monde.

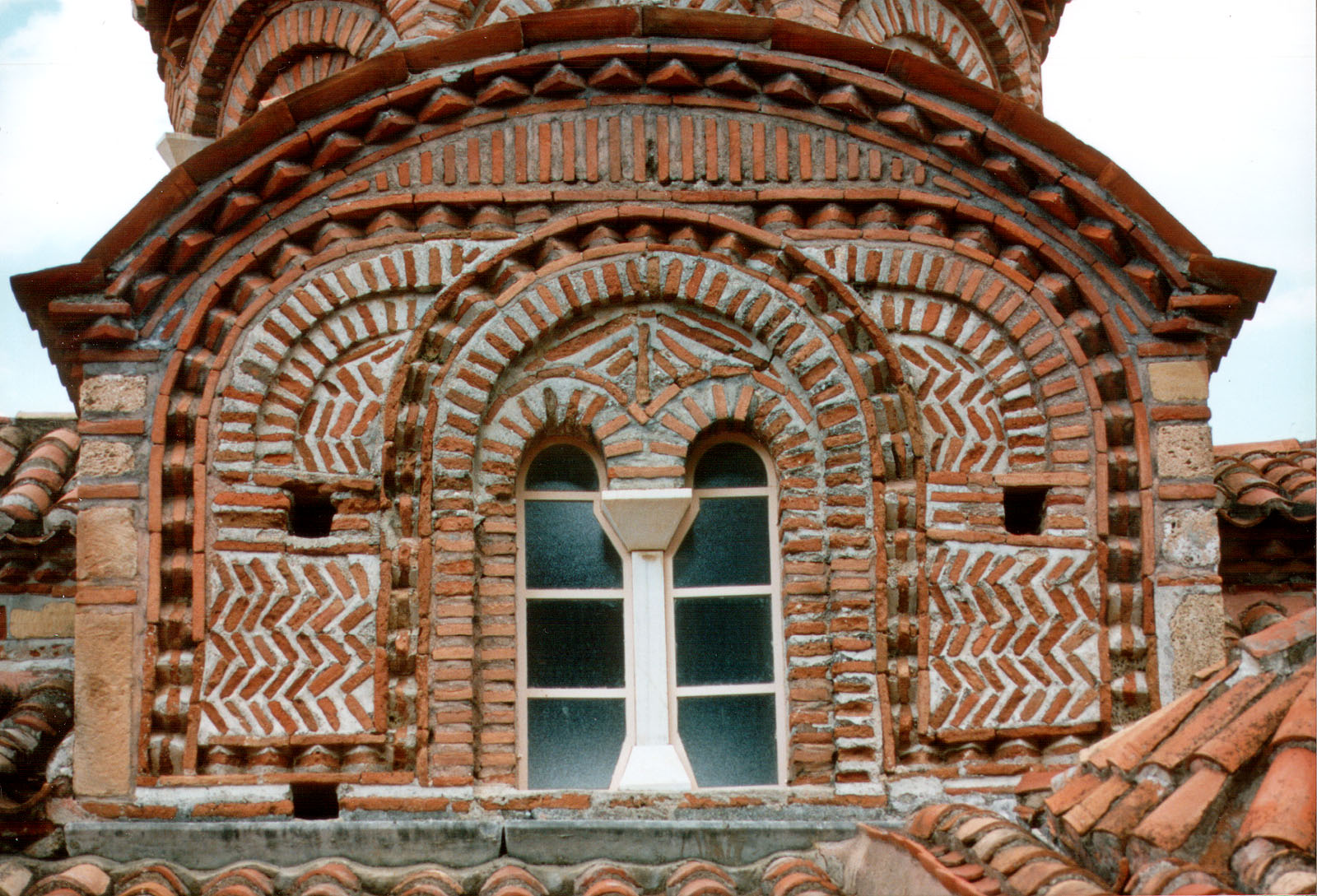
Détail de l'architecture de brique "en cloisonné" de l'église de la Sainte-Sagesse de Mistra.

L’occupation latine (1204-1261) marqua aussi la fin de l’influence de Constantinople sur le développement de l’architecture. De nouveaux centres apparurent comme Nicée, Trébizonde et Arta. Après la reconquête de Constantinople, de nouveaux édifices, principalement églises, monastères et palais, verront le jour, mais ce nouvel élan sera rapidement freiné par les guerres civiles des années 1320 et 1340. De nombreux artisans quitteront alors la capitale pour aller s’installer ailleurs et donneront une impulsion à l’architecture locale (Mesembria, Skopje, Bursa).
Le despotat d’Épire fut probablement le plus dynamique sur le plan architectural, de nombreux monuments étant associés à la famille régnante. Deux des principaux édifices de cette période sont le monastère de Káto Panagía (el) près d’Arta construit par le despote Michel II entre 1231 et 1271 et l'église de la Pórta-Panagía près de Tríkala érigée en 1283 par Jean Doukas, fils de Michel II. Ces deux édifices sont à « voûtes d’arêtes ». Très répandu en Grèce à partir du XIIIe siècle, ce plan d’église à trois nefs ressemble à celui de la croix inscrite, mais sans dôme. Le chef-d’œuvre de l’école épirote reste cependant l’église de la Parigoritissa d’Arta érigée en 1290 par le despote Nicéphore Ier Comnène Doukas. Il s’agit d’un édifice de trois étages presque carré. De type octogonal, le dôme central est supporté par huit piliers; quatre dômes plus petits ornent chacun des coins du toit plat.

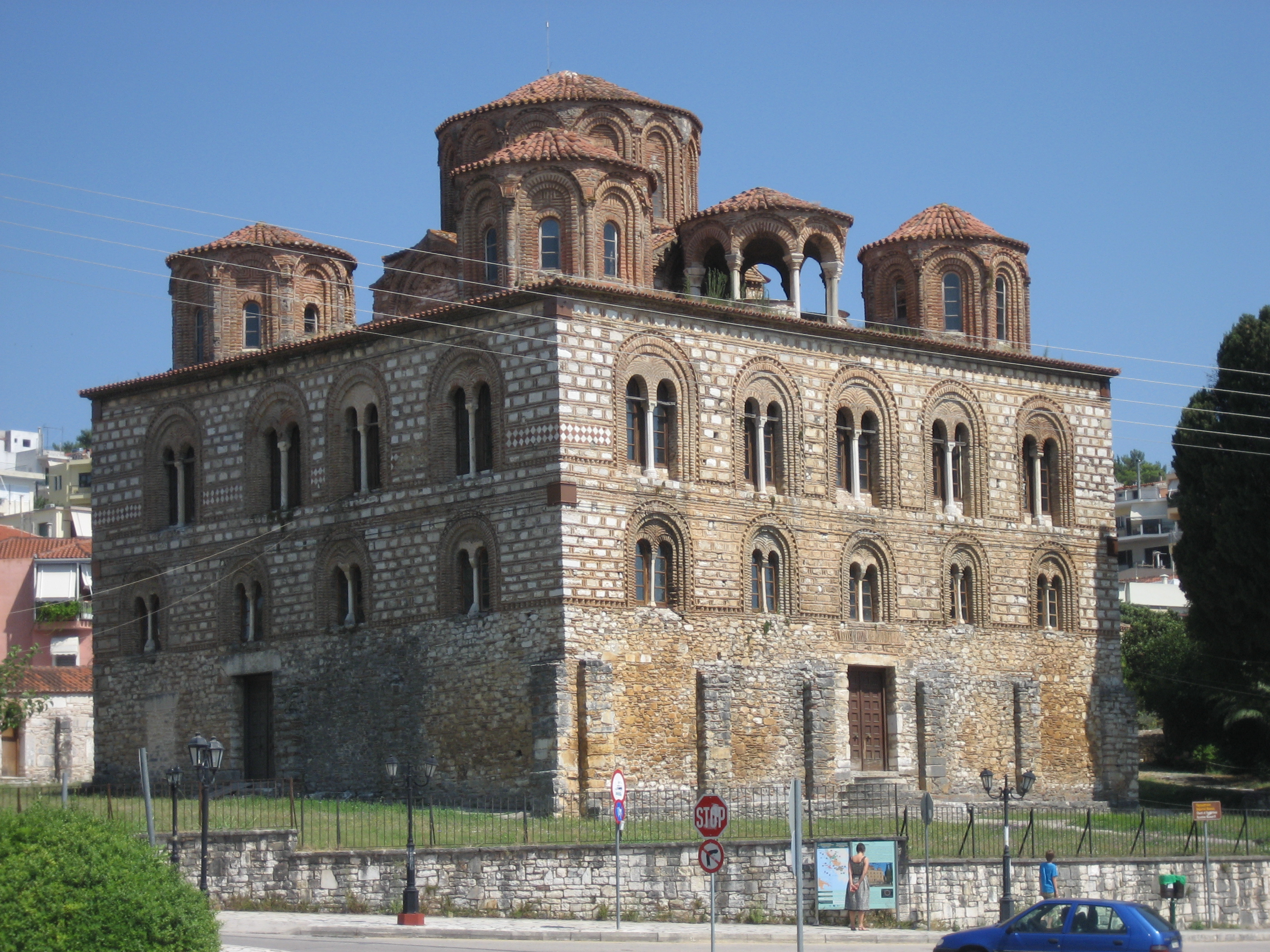
Église de la Parigorítissa.

À Constantinople même et en Asie Mineure, l’architecture de la période comnénienne est pratiquement inexistante à l’exception de la Elmali Kilise, église taillée dans le roc, construite vers 1050 central en Cappadoce et comprenant quatre piliers irréguliers formant une croix grecque et supportant un dôme ainsi que les églises du Pantokrator (aujourd’hui connue sous le nom de Zeyrek Camii) et de la Theotokos Kyriotissa (Vierge du Trône, aujourd’hui connue sous le nom de Kalenderhane Camii) de Constantinople.

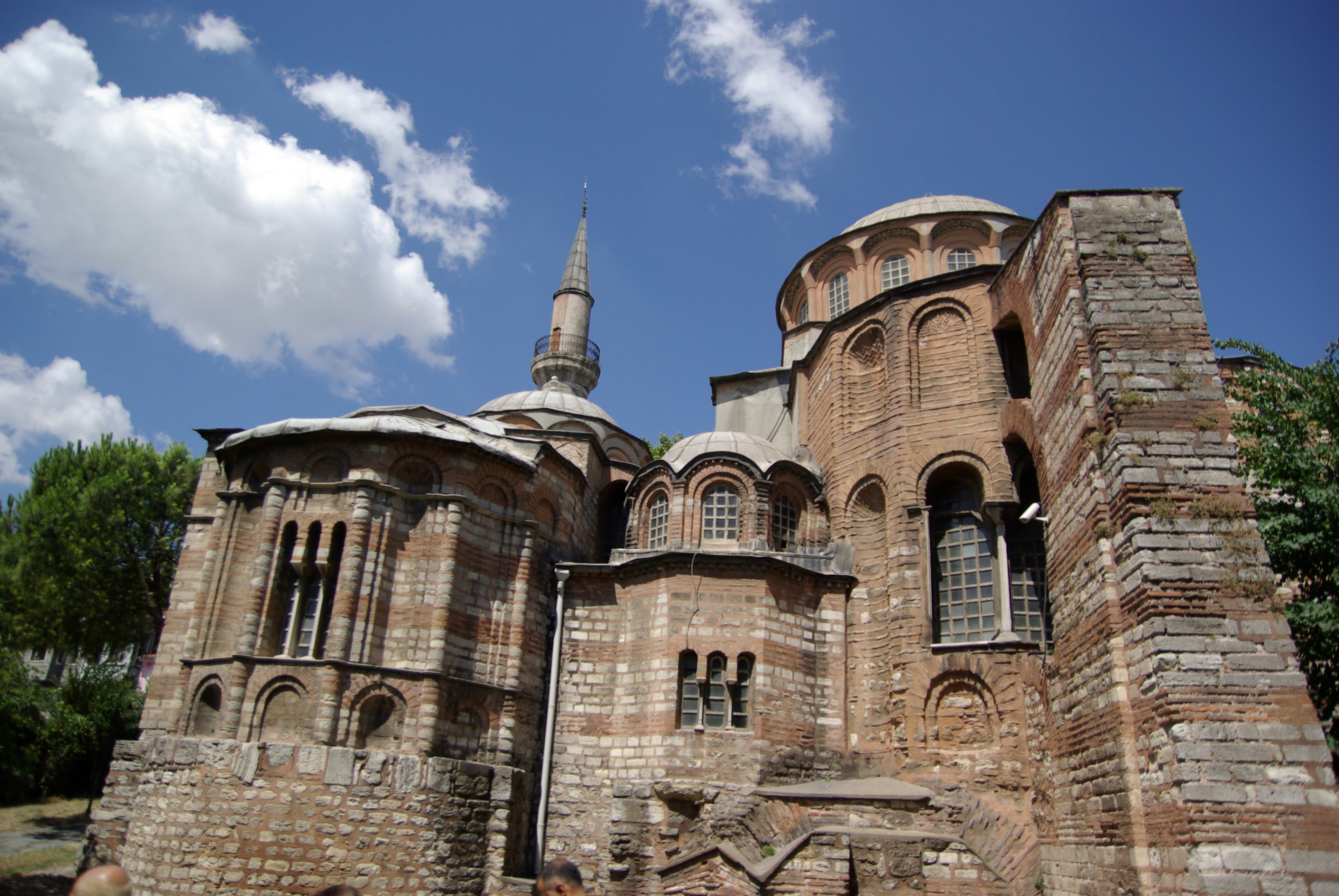
Façade de l'église Sainte-Sauveur-en-Chora, Constantinople.

Si on a pu parler de « renaissance » pour caractériser le sursaut intellectuel qui survint sous la dynastie des Paléologues, celui-ci ne se manifesta guère dans le domaine architectural. Les quelques palais et monastères qui datent de cette période perpétuent les traditions de la période intérimaire sans y ajouter de nouveaux éléments. On notera l’église située au sud du monastère de Lips (Fenari Isa Camii) érigée par l’impératrice Théodora, épouse de Michel VIII Paléologue vers 1280 de même que les églises du Saint-Sauveur-in-Chora (Kariye Camii) et de Marie Pammakaristos datant des environs de 1310. Mais il s’agit le plus souvent d’additions à des édifices déjà existants ou de rénovations comme celles du monastère de Chora par Théodore Métochitès entre 1316 et 1321.

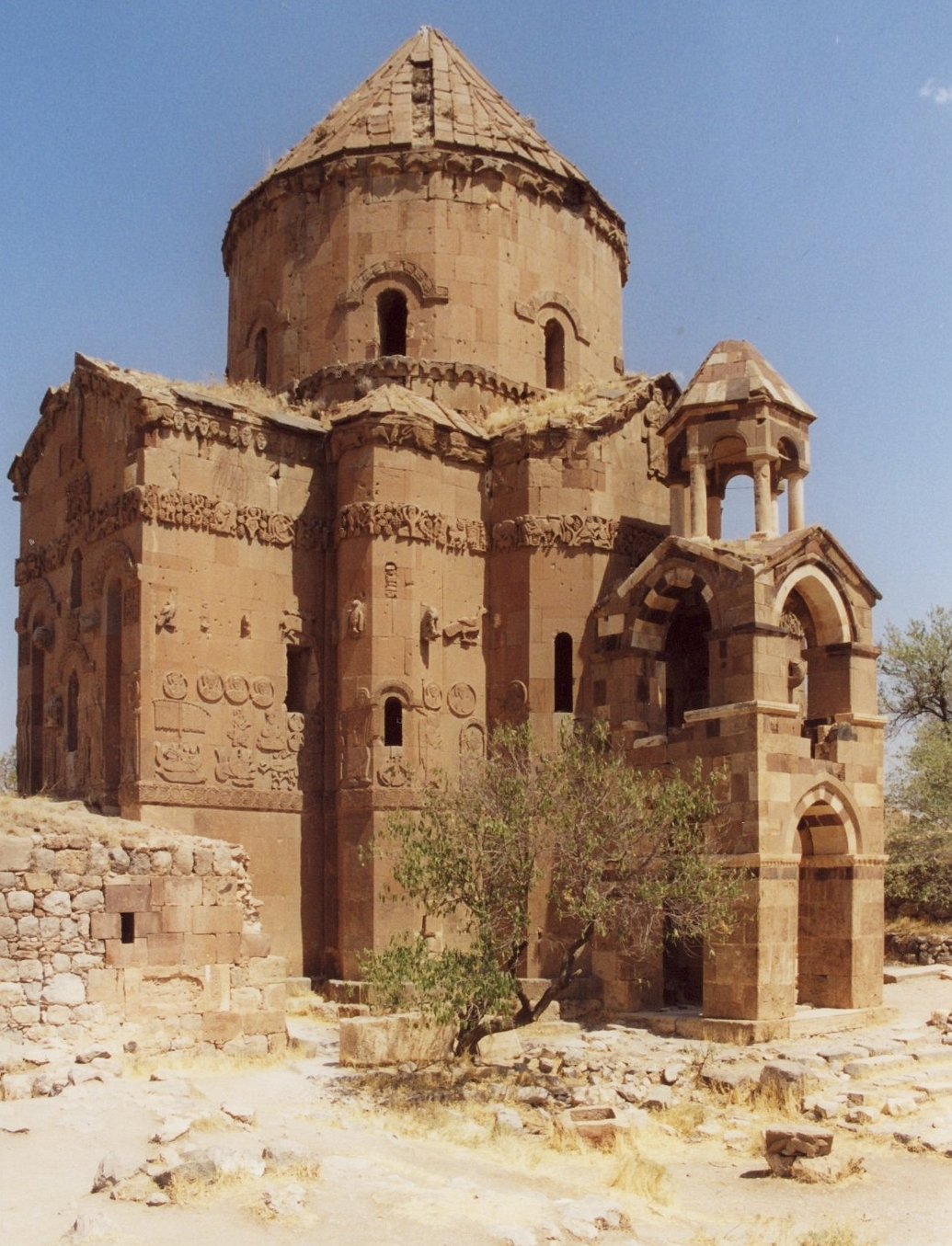
Église d'Achtamar sur une île du lac de Van.

Hors de Constantinople, l’église des Saints-Apôtres de Thessalonique est souvent considérée comme typique de cette dernière période avec ses murs extérieurs ornés de motifs faits de briques entrecroisées ou de céramique. Contrairement aux époques précédentes, l’extérieur prend le pas sur l’intérieur et se dote de niches, arcades, corbeaux et de denticules où tuiles et pierre s’entrecroisent. Cette maçonnerie en relief atteint probablement son point culminant avec l’église d’Achtamar sur l’île du même nom dans le lac de Van, symbole de l’architecture arménienne. D’autres églises de cette période précédant la chute de Constantinople subsistent à Mistra (monastère de Brontochion) et au mont Athos.
Contrairement à leurs collègues byzantins, les architectes slaves donnèrent de l’impulsion aux structures verticales. Il en résulte que l’on perd l’impression du dôme comme voûte céleste s’abaissant graduellement vers le monde des hommes en une courbe majestueuse. Le dôme devient une sorte de puits inversé où l’image du Pantokrator est éloignée et parait minuscule. L’espace horizontal est privilégié et, grâce au renouveau de la peinture pendant cette période, se couvre de scènes qui deviennent des tableaux sans relation avec l’espace architectural.

## Quelques exemples d’architecture byzantine en Europe

### Constantinople: la basilique Sainte-Irène

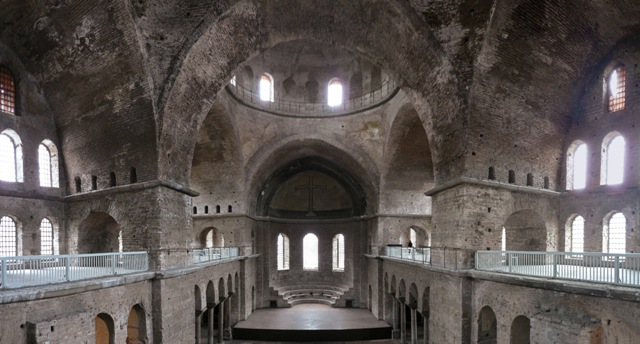
Basilique Sainte-Irène de Constantinople.

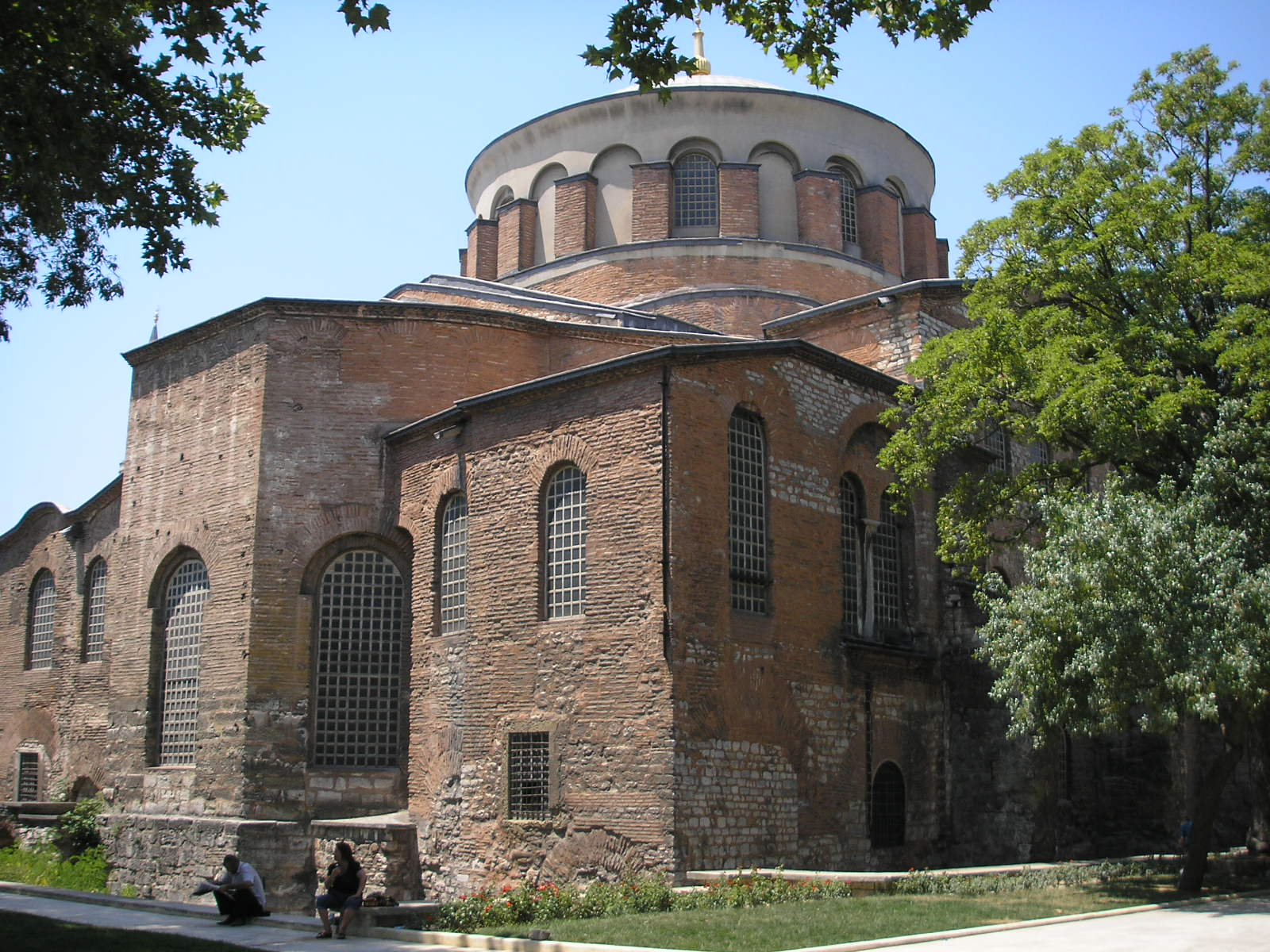
Vue extérieure.

Dans sa forme actuelle, la basilique de la Sainte-Paix ou de Sainte-Irène (en grec Αγία Ειρήνη) remonte au VIIIe siècle. Dotée de deux coupoles, Sainte-Irène fait partie des exemples qui tentent une synthèse entre le plan basilical et le plan en croix grecque.
La première église fut érigée sous le règne de Constantin Ier au IVe siècle sur l’emplacement de la première église de la ville. Elle fut le théâtre d’affrontements théologiques particulièrement houleux entre orthodoxes et partisans de l’arianisme. Ce fut dans cette église qu’eut lieu en 381 le Deuxième Concile œcuménique. Elle servit également de siège patriarcal avant que ne soit construite Sainte-Sophie.
L’église primitive fut incendiée en 532 au cours de la révolte de Nika sous le règne de Justinien qui la fit reconstruire. Une partie de la voûte, exécutée à la hâte, s’affaissa peu après, ce à quoi s’ajouta un nouvel incendie en 565. Elle fut encore une fois détruite par un tremblement de terre en 740, puis reconstruite en grande partie sous le règne de Constantin V sous sa forme actuelle.
L’église de Sainte-Irène constitue un des meilleurs exemples de ces synthèses entre le plan basilical et celui de la croix grecque inscrite dans un carré. C’est la seule église byzantine à avoir conservé son atrium d’origine. La basilique couverte par une voûte à deux coupoles se termine du côté est en une abside polygonale percée de trois grandes fenêtres en plein cintre. La partie inférieure de l’édifice date de l’époque de Justinien alors que la partie supérieure a été reconstruite après le tremblement de terre de 740. Une grande croix, vestige de l’époque iconoclaste, domine le narthex là où la tradition byzantine voudrait voir la Theotokos
Après la chute de Constantinople, l’église fut utilisée comme arsenal par les janissaires, puis fut transformée en 1846 en musée turc. En 1875, le manque d’espace força à transporter les collections au palais de Topkapi. L’église devint alors un musée impérial (Müze-i Hümayun) et, en 1908, en musée militaire. Depuis 1973, elle fait l’objet d’une intense rénovation et n’est utilisée que pour des concerts de musique en raison de sa sonorité exceptionnelle lors du Festival de musique d’Istanbul.

### Ravenne: Saint-Apollinaire in Classe

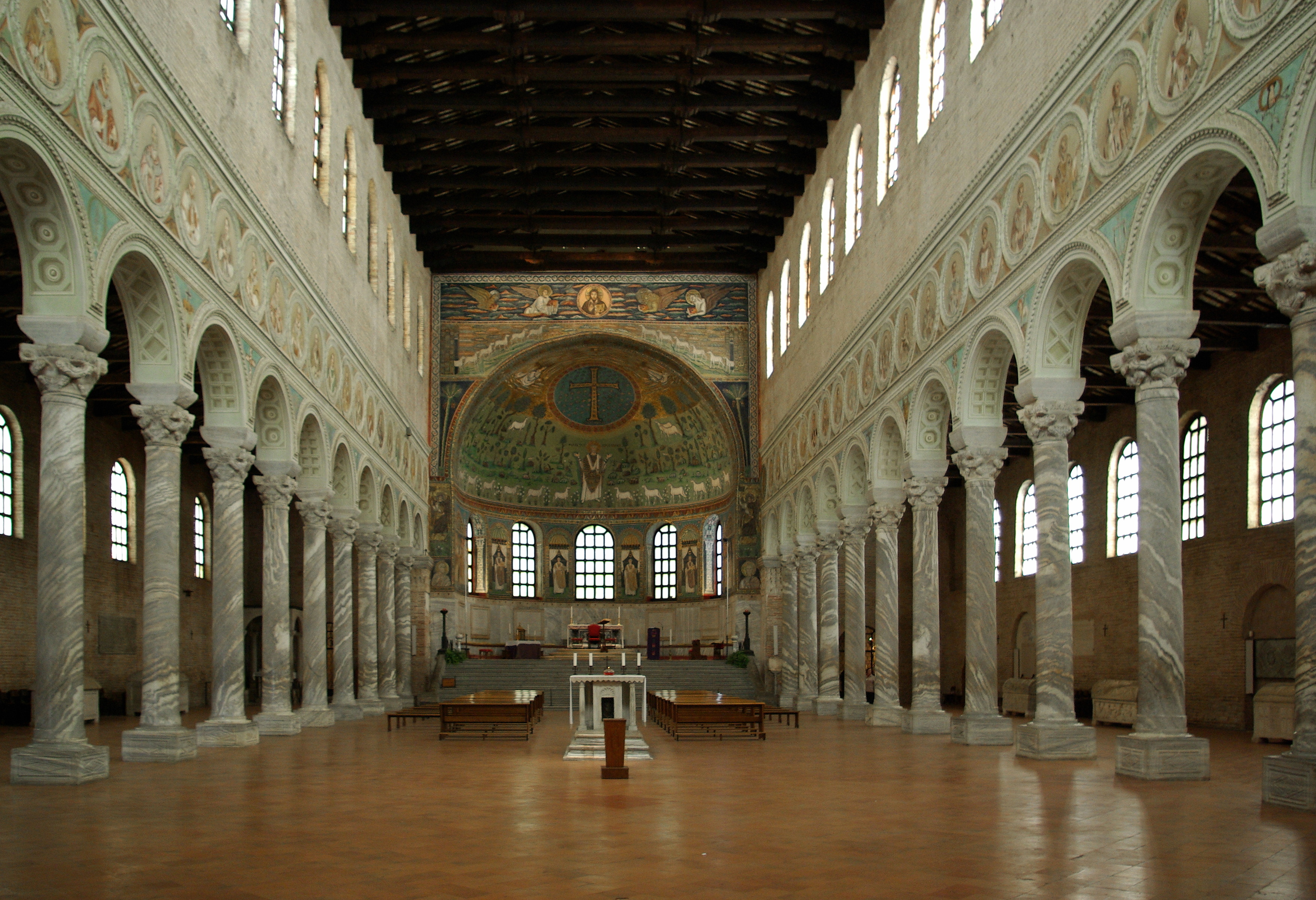
La grande nef de basilique Saint-Apollinaire in Classe de Ravenne avec les 24 colonnes qui la sépare des bas-côtés.

Ravenne fut le siège d’un exarchat en Occident. Située au nord-est de la péninsule, sur les rives de l’Adriatique, près de Venise, elle servit de base navale pour l’armée romaine, lui assurant la maîtrise de l’Adriatique. Les églises de Ravenne sont construites selon deux modèles. Les premières, manifestement d’inspiration constantinopolitaine, sont construites selon un plan octogonal avec une nef circulaire entre des piliers et une prolongation semi-circulaire devant l’abside. Les autres d’origine paléochrétienne occidentale sont construites sur le plan basilical avec couverture en charpente.
La basilique Saint-Apollinaire in Classe, datant du VIe siècle, est l’un des principaux monuments de l’architecture byzantine de Ravenne. Selon l’UNESCO qui l’a classé dans le patrimoine mondial de l’humanité, « il s’agit d’un exemple exceptionnel des plus anciennes basiliques chrétiennes par la pureté et la simplicité de ses lignes et l’emploi de l’espace, de même que par la somptuosité naturelle de sa décoration ». Elle reprend le même plan basilical que la basilique Saint-Apollinaire-le-Neuf édifiée un peu plus tôt par Théodoric le Grand (455-526) dans la même ville avant la conquête byzantine.

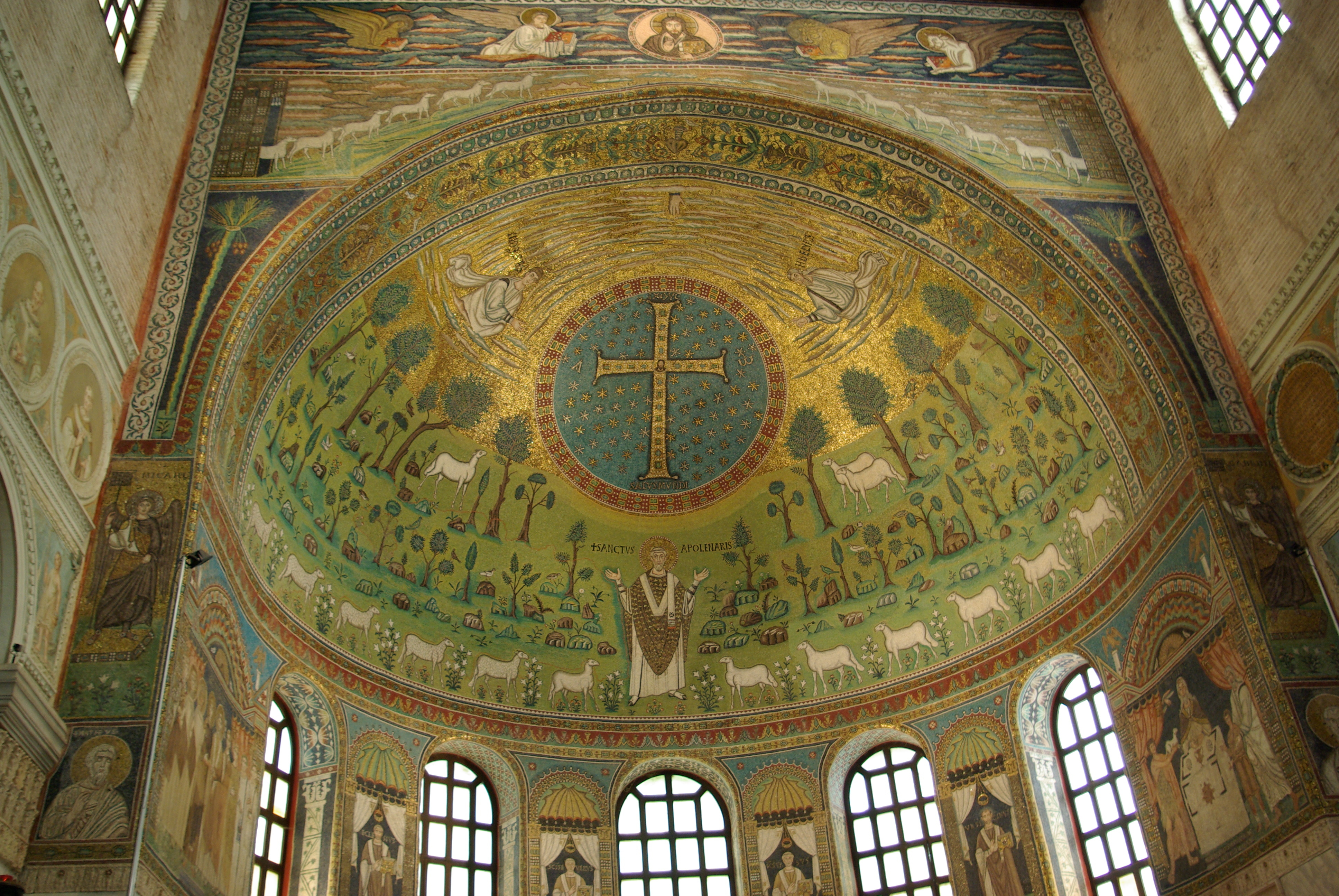
Détails de la mosaïque de l'abside, Saint-Apollinaire-en-Classe, Ravenne.

Commencée par l'évêque Ursicinus, son imposante structure de briques fut consacrée le 9 mai 549 par l'évêque Maximien grâce au financement du banquier Juliano Argentinus qui finança également la basilique de Saint Vidal. Elle est située à côté d’un cimetière chrétien, probablement sur l’emplacement d’un temple païen comme en témoignent certaines pierres réutilisées dans sa construction, près de l’ancien port de Ravenne.
L’extérieur comporte une large baie vitrée à trois arcs. Le narthex qui se trouve à droite de l’entrée est une addition postérieure de même que le clocher qui date du IXe siècle.
L’intérieur comporte trois nefs délimitées par deux rangées de 12 colonnes cannelées de marbre grec, surmontées de chapiteaux byzantins. La mosaïque de l'abside, joyau de cette église, présente une croix inscrite dans un médaillon sur un fond de ciel étoilé, que contemplent trois agneaux répartis en deux groupes dans une prairie verdoyante, symbolisant les apôtres de Pierre et les deux frères Jacques le Majeur et Jean. Au-dessus de la croix figure la main de Dieu et les prophètes Élie et Moïse, sur fond d'or. Sous la croix, saint Apollinaire, lève les bras dans une prière vers le ciel, au milieu d'un pré fleuri et entouré d'agneaux venus le voir. L'évêque, vêtu de l'habit sacerdotal et du pallium épiscopal, est entouré de douze agneaux, figurant les fidèles qui suivent leur berger. Les murs latéraux aujourd’hui sans ornement ont dû dans le passé être également couverts de mosaïques, comme à probablement détruites par les Vénitiens en 1449. Les mosaïques sur le sol ont disparu. La décoration de l'immense arc triomphal a été modifiée à une date inconnue, entre le VIIe et le IXe siècle. Elle représente le Christ sauveur, les bêtes représentant les quatre évangélistes et les douze apôtres sous forme d’agneaux.
Il semble que tant les colonnes que les briques utilisées dans la construction aient été importées de Constantinople.

### Venise: Saint-Marc

Structure de la façade de Saint-Marc, sans décoration ni les ajouts gothiques subséquents.
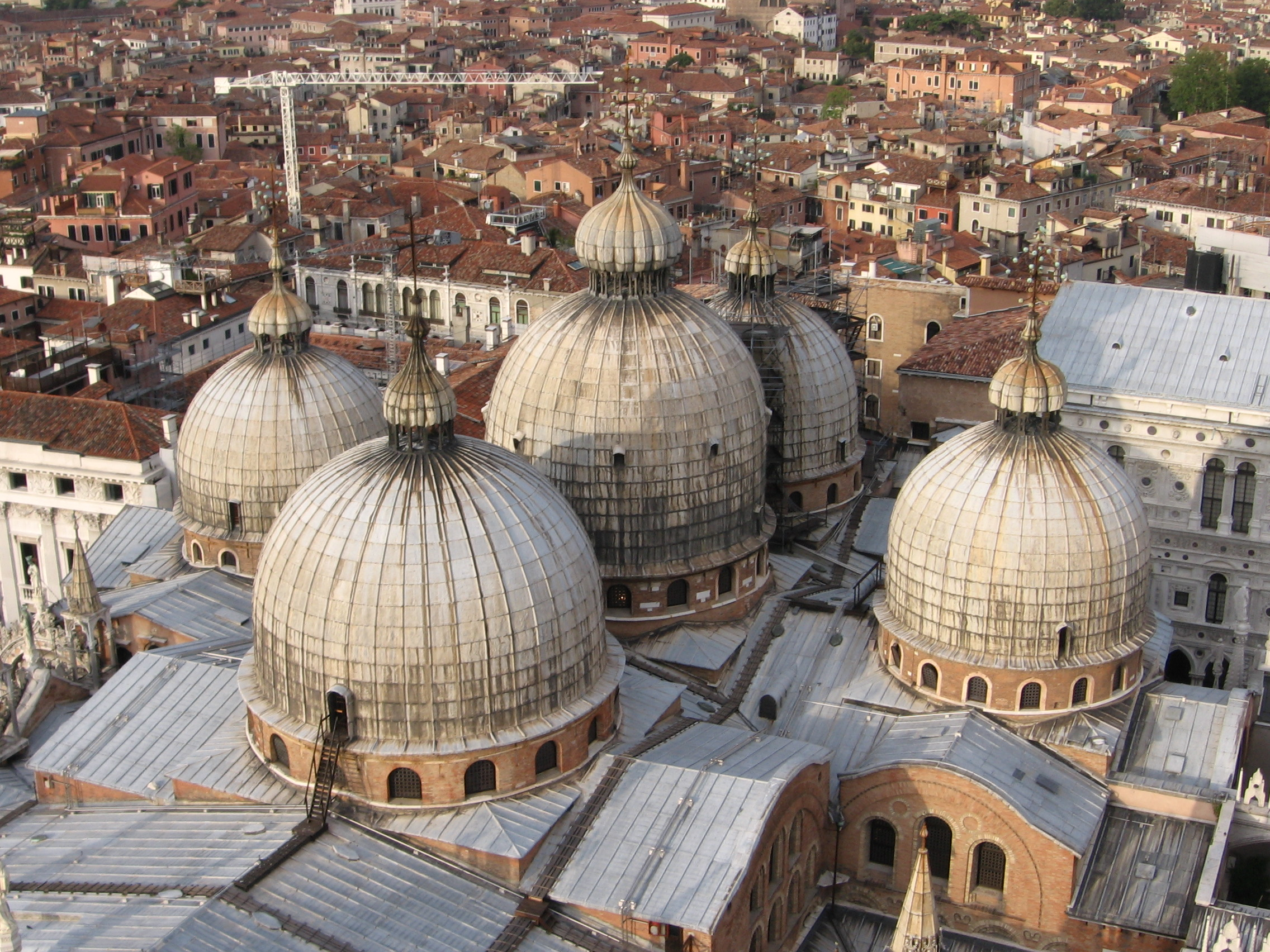
Vue sur la structure en cinq dômes organisés en croix grecque de la basilique Saint-Marc de Venise.
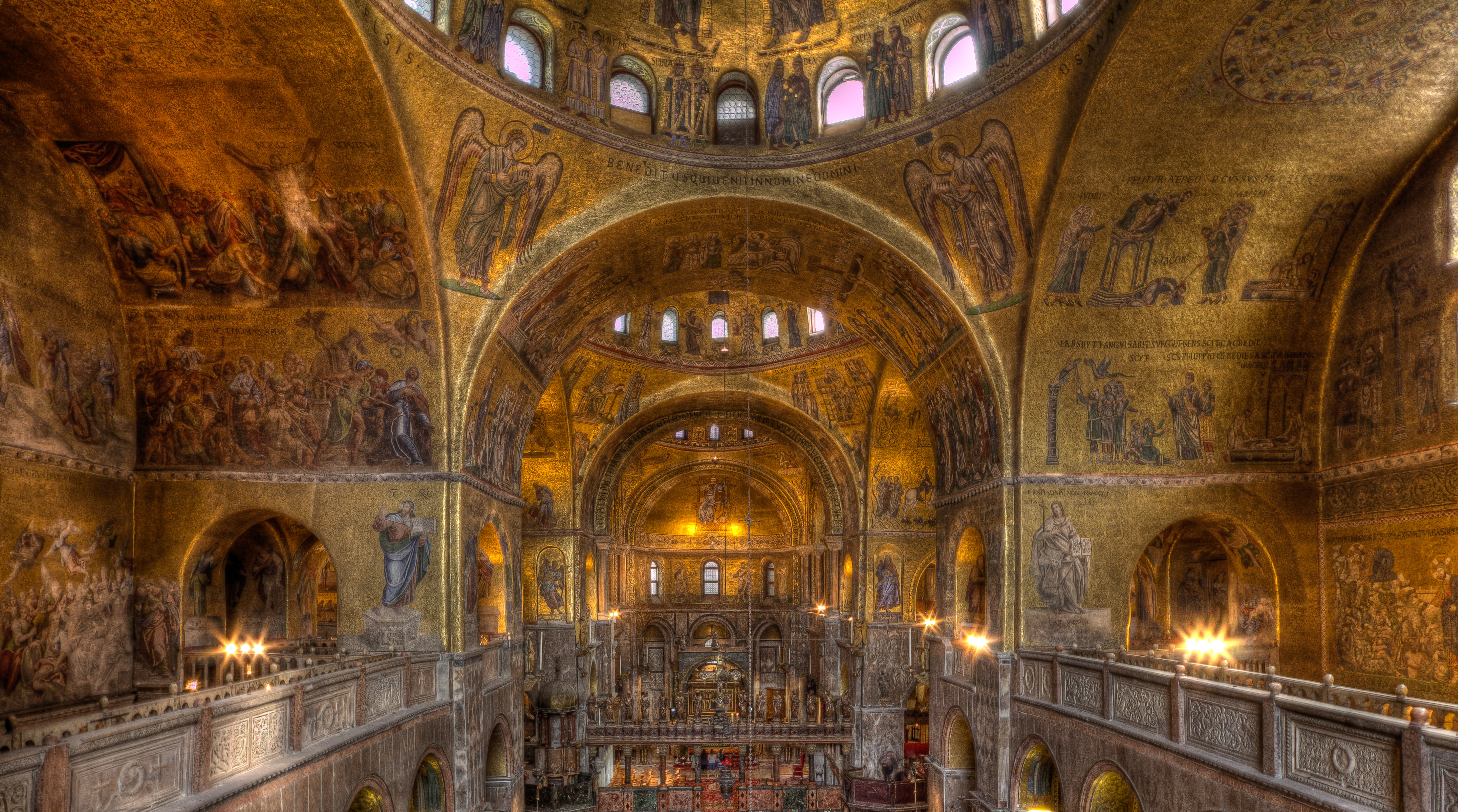
Intérieur de la basilique Saint-Marc vue de la galerie supérieure, les mosaïques sont d'époques diverses.

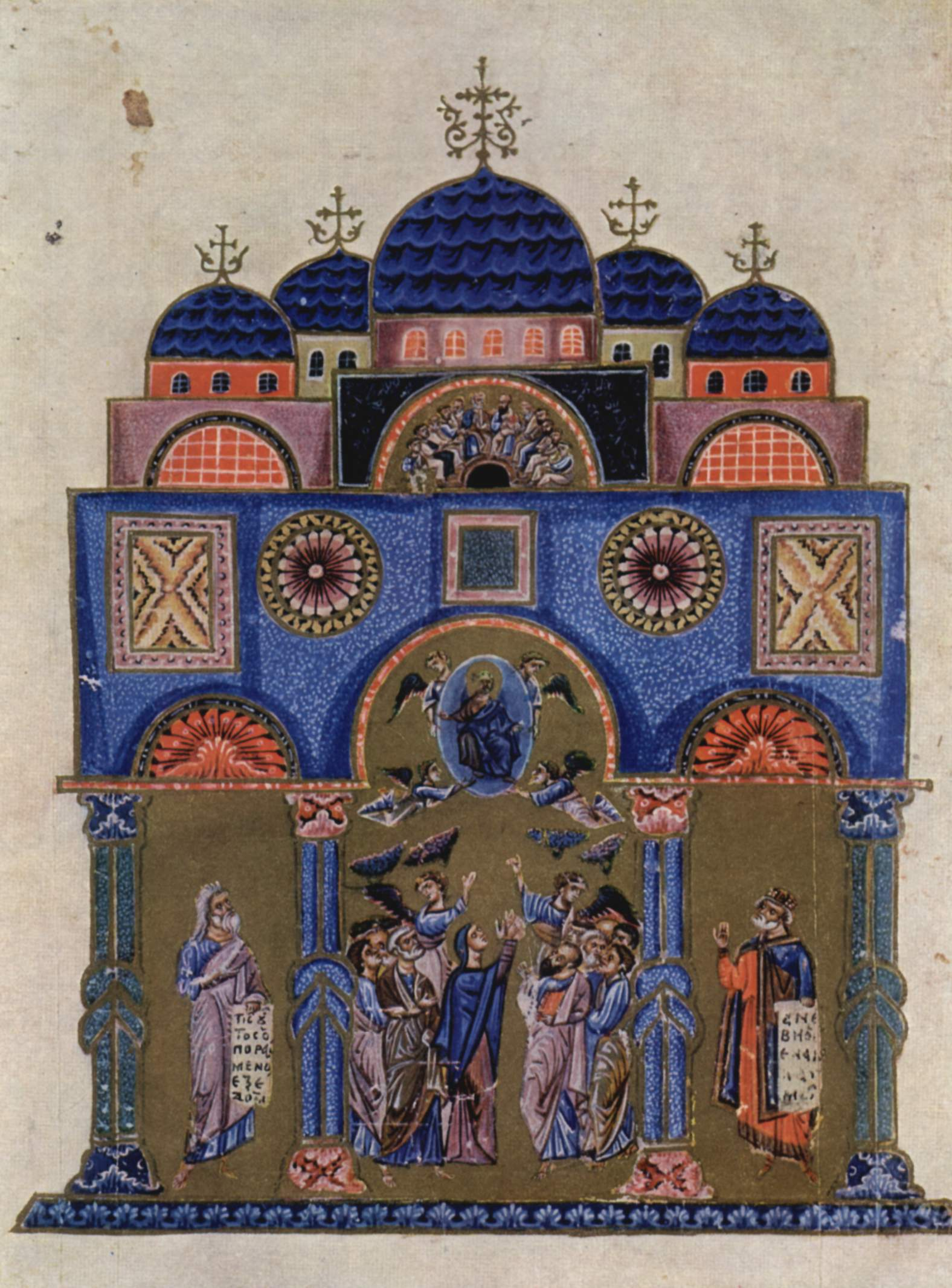
Représentation de l’église des Saints-Apôtres de Constantinople, aujourd’hui disparue, elle était le modèle pour Saint-Marc de Venise et d'autres églises au plan similaire. Homélies de Jacques de Kokkinobaphos, vers 1150.

La basilique actuelle a été érigée sur le site de la première église dédiée à saint Marc en 828 pour recevoir les reliques de l’évangéliste. Cette première église fut incendiée lors d’une révolution qui détruisit en 976 le palais ducal et les édifices adjacents. Débutée en 1063, la basilique est construite en forme de croix grecque inscrite dans un rectangle de 76,5 m de long et de 62,6 m de large. La coupole centrale couvre la croisée des quatre branches, chacune surmontée de sa propre coupole. Les coupoles principales atteignent une hauteur de 45 m. Ce plan reproduit celui de l’église des Saints-Apôtres de Constantinople, aujourd’hui disparue. Il est intéressant de noter que les architectes, par souci « d’authenticité », cherchèrent à imiter non pas une église byzantine contemporaine, mais plutôt une église vieille d’un demi-millénaire, qui avait également abrité les reliques des apôtres André, Luc et peut-être Matthieu.
C’est en 1093 que fut terminée la structure extérieure et que put commencer la décoration intérieure dont de nombreux éléments proviennent de diverses églises préexistantes. Non seulement, celle-ci fut-elle en grande partie l’œuvre d’artistes byzantins, mais une bonne partie du matériel, en particulier les chapiteaux, proviennent de Constantinople.
Considérée comme « l’un des chefs-d’œuvre architecturaux de l’art byzantin, elle comprend trois absides dans le chevet, celle du centre étant de plus grande taille que celles des côtés. La coupole centrale est l’élément architectural le plus imposant du toit, consistant en fait en une réunion de quatorze coupoles différentes dont la taille varie en fonction de leur emplacement contribuant ainsi à estomper l’impression de lourdeur que pourrait donner la coupole centrale.
Cette coupole est supportée par un ensemble de piliers massifs qui se joignent à une impressionnante série de colonnes soutenant la galerie supérieure de la basilique. La façade comprend cinq portes, dont la finition est de facture romane, situées entre des colonnes supportant des arches délimitant le premier étage. Les tympans situés au-dessus des portes sont ornés de représentations d’époques et d'influences variées, sauf pour quelques-unes qui, recouvertes d’or, dénotent une origine byzantine.
Ce premier étage supporte une balustrade sur lequel on trouve cinq arcs aveugles qui suivent le même plan que l’étage inférieur, avec un arc central plus imposant que les arcs latéraux et des ouvertures pour laisser passer la lumière comme on en trouve dans les constructions romanes ou gothiques.
Les finis intérieurs de la basilique sont l’œuvre de mosaïstes byzantins. Malheureusement, les mosaïques primitives ont été perdues dans l’incendie qui ravagea l’édifice en 1106. Sauf pour quelques fragments récupérés après l’incendie, les mosaïques actuelles datent du XIIe siècle. Certaines ont été ajoutées - en particulier sur la façade - entre le XVIe et le XVIIIe siècle, conçues selon les plans des écoles du Titien et du Tintoret, mais le programme ancien des mosaïques a généralement été préservé. Les mosaïstes ont couvert une superficie totale de 4 240 m2, réalisant ainsi l'un des plus grands ensembles de mosaïques du monde.

### Grèce: monastère de Saint-Luc

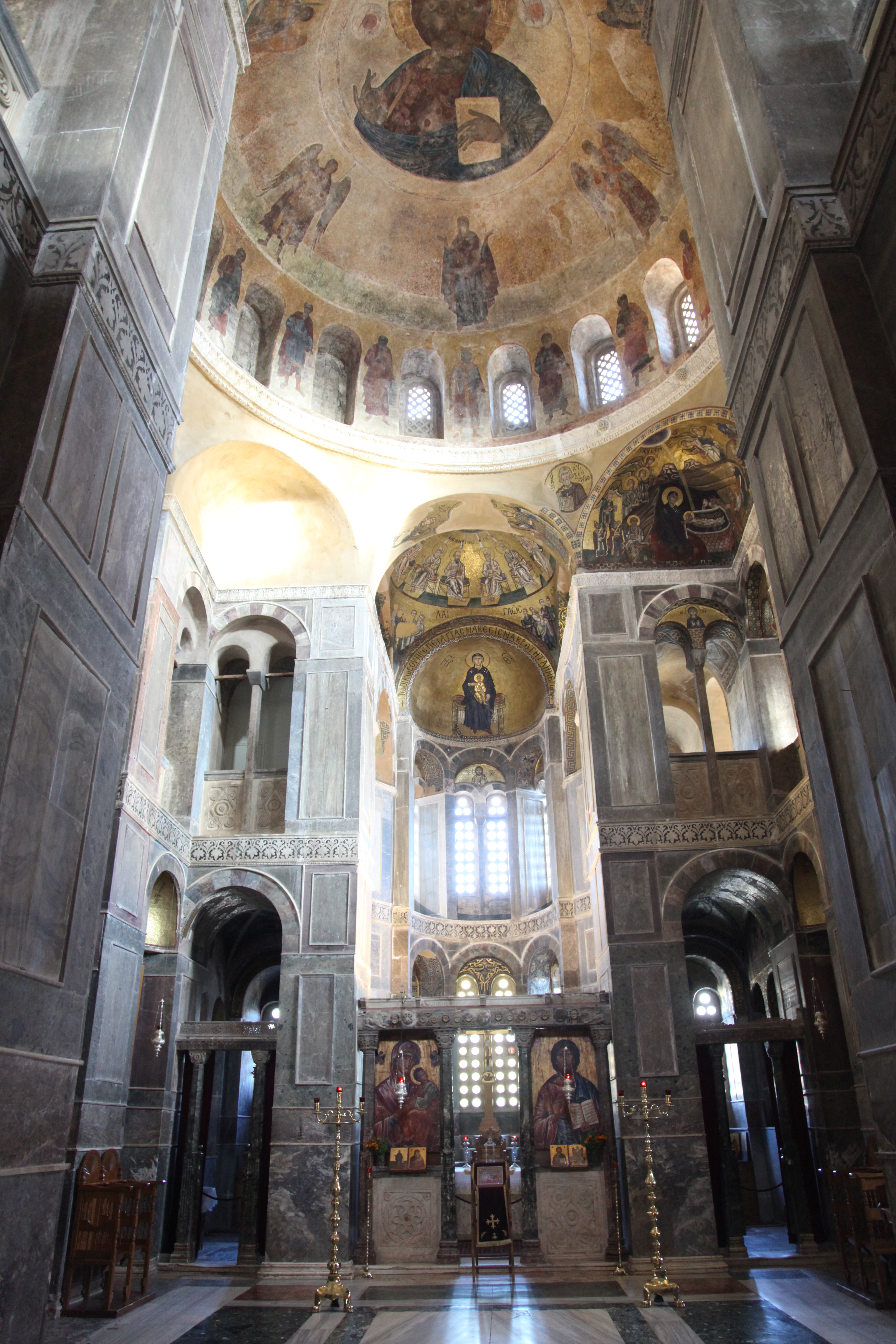
Intérieur de l'église du monastère Saint-Luc.

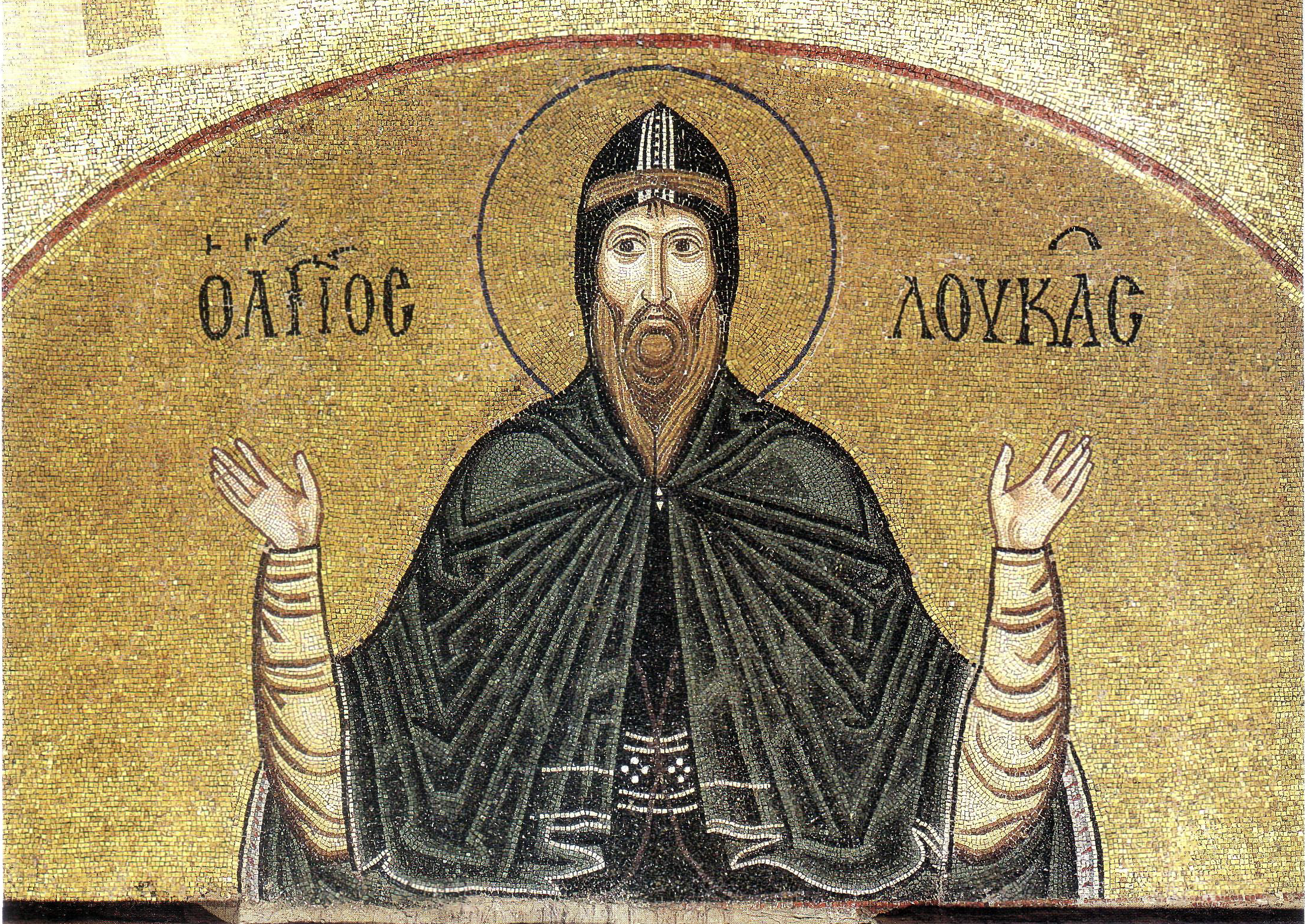
Mosaïque représentant Saint-Luc dans l'église du même nom.

Près de la ville de Distomo, se dresse l’un des plus importants monuments de la période intermédiaire : le monastère Saint-Luc (en grec ancien : Ὅσιος Λουκάς ou Hosios Loukas), classé parmi les sites du Patrimoine mondial de l’UNESCO.
Il fut fondé au début du Xe siècle par un ermite, le bienheureux (hosios) Luc (Loukas) dont les reliques sont toujours conservées au monastère. Ces reliques, qui étaient supposées exsuder une sorte d’huile parfumée (myron) susceptible de guérir de nombreuses maladies, sont à l’origine de la richesse du monastère et des mosaïques[réf. nécessaire] qui racontent la vie de l’ermite et de l’higoumène Philotheos.
Le plus ancien édifice de ce complexe est l’église de la Théotokos, exemple exceptionnel de plan de croix inscrite importé en Grèce dans la deuxième moitié du Xe siècle. Construite probablement entre 946 et 944, celle-ci est surtout impressionnante par le traitement de l’extérieur dont les murs sont construits avec la technique du « cloisonné », c’est-à-dire où les blocs de pierre enlignés horizontalement sur une rangée sont encadrés de briques à la fois à l’horizontale et à la verticale. Au-dessus des corniches, des rangées de denticules s’étendent à l’horizontale et entourent les fenêtres. Les murs sont ornés de motifs, variations de l’alphabet kufi, la plus ancienne forme calligraphique de l'arabe provenant d'une modification du syriaque ancien.
Le katholikon, ou église principale du monastère, édifiée en 1011-1012, consiste au rez-de-chaussée, en une nef carrée sans ailes. Au-dessus de la corniche toutefois, le carré s’étend grâce à des niches semi-circulaires aux quatre coins auxquelles s’ajoutent quatre autres niches plus larges, mais moins profondes sur les côtés. Les niches de coins supportent des trompes qui produisent une base octogonale sur laquelle repose une couronne circulaire servant de base au dôme mesurant neuf mètres de diamètre. La richesse des revêtements de marbre sur les murs, les somptueuses mosaïques (l’ensemble le mieux conservé de la « renaissance macédonienne ») et les dessins sur les planchers témoignent de la richesse initiale du monastère.

### Rus de Kiev: cathédrale de la Sainte-Sagesse de Kiev

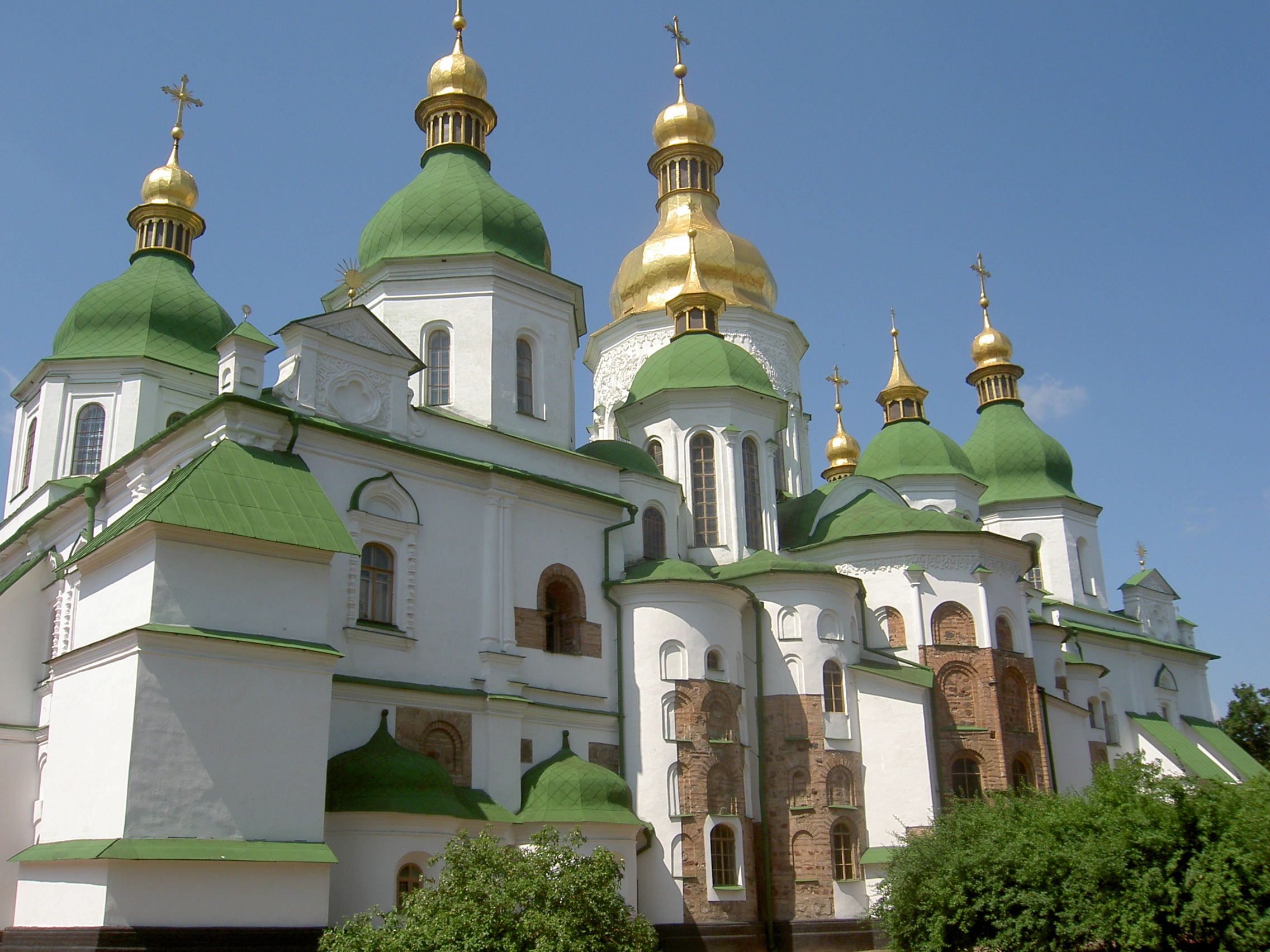
Cathédrale Sainte-Sophie de Kiev.

C’est avec la conversion du prince Vladimir en 989 que les premiers édifices en maçonnerie firent leur apparition dans la Rus' de Kiev (882-1240). La cathédrale Sainte-Sophie ou de la Sainte-Sagesse, fut commencée en 1037 et complété dans les années 1040. Détruite et restaurée à de nombreuses reprises, elle diffère sensiblement de nos jours de ce qu’elle fut à l’origine. Adoptant le plan de la croix inscrite, elle comportait non pas trois, mais cinq nefs ainsi que cinq absides du côté est. Les nefs les plus éloignées du centre, de même que le côté le plus à l’ouest étaient surmontées d’une tribune. Les supports intérieurs consistaient en douze piliers cruciformes alors que la tribune prenait appui sur trois paires de piliers octogonaux, sauf du côté est. Treize dômes arrangés de façon à former une pyramide surmontaient l’ensemble qui était entouré d’un ambulatoire. L’ensemble représentait une superficie de 30 m sur 39 m. La décoration intérieure frappe par la richesse des mosaïques et des fresques.

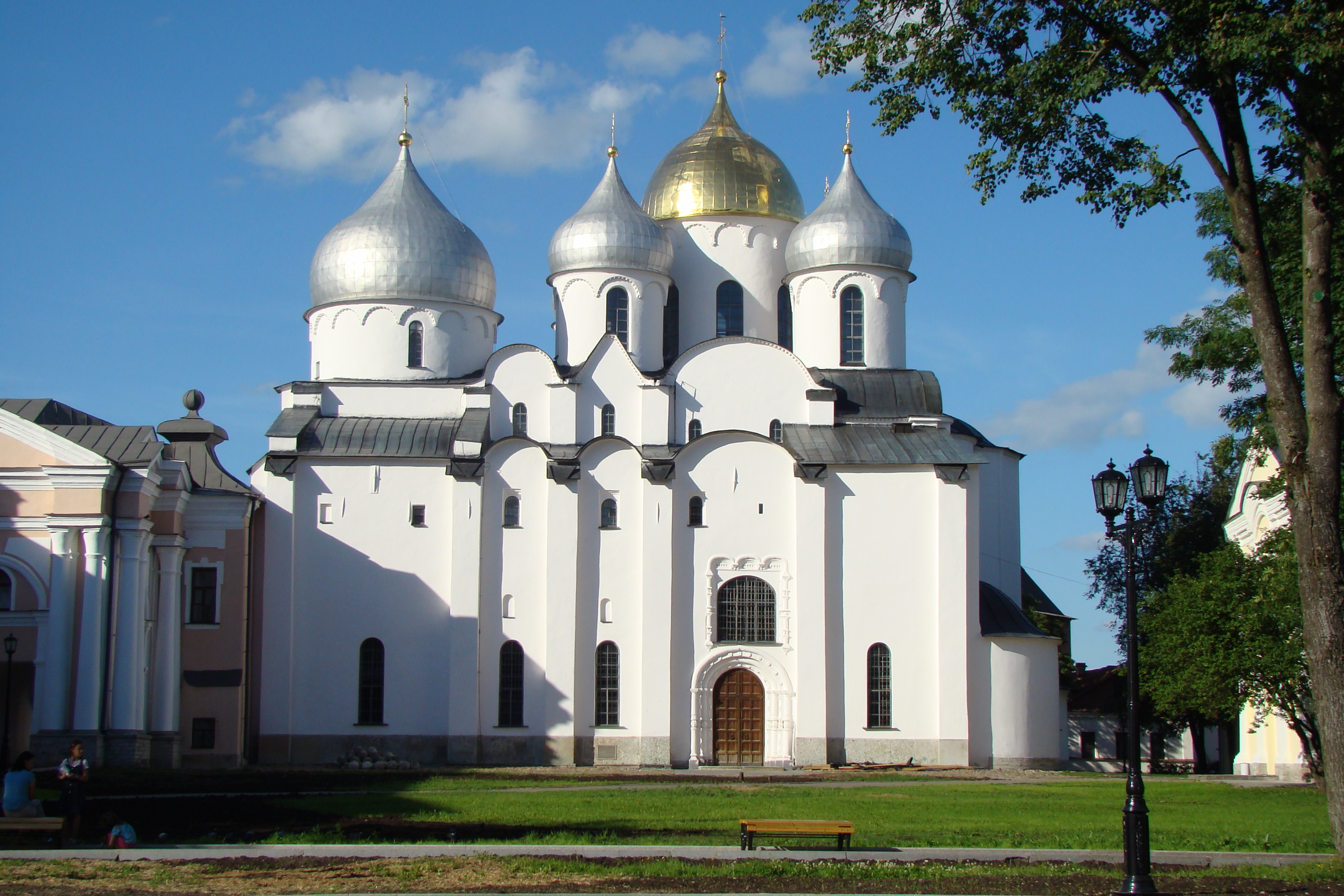
Cathédrale Sainte-Sophie de Novgorod.

Il est difficile de séparer les aspects purement byzantins de cette architecture des apports extérieurs. Sainte-Sophie fut le premier édifice de cette taille construite dans la Russie kiévienne. Ceci exigea que les architectes et maitres-d’œuvre viennent de Constantinople, alors que les briques et autres matériaux furent produits localement. Le marbre, denrée rare et chère, dut être importé. D’où l’absence de colonnes de marbre qui furent remplacées par des piliers de maçonnerie. Si l’on considère l’ensemble des édifices construits dans le royaume kiévien au XIe siècle comme la cathédrale du Saint-Sauveur de Tchernigov (env. 1036) ou Sainte-Sophie de Novgorod (1045-1050), on peut conclure que Byzance transmit à la Rus’ un plan général, celui de la croix inscrite, lequel dans sa formule la plus simple comprenait trois nefs, quatre piliers et un dôme. Cette idée architecturale introduite entre 990 et 1070 se développa par la suite en joignant la nef et le narthex donnant un plan allongé à six piliers. Toutefois, l’architecture locale n’adopta pas le plan tréflé (trois absides et trois demi-dômes sur trois des côtés d’un carré) byzantin apparu au Xe siècle, pas plus que le plan octogonal sur trompe introduit au début du XIe. Après le XIe siècle, les Russes cessèrent d'imiter Constantinople en faveur d'un style national tandis que les centres de pouvoir se déplaçaient vers Vladimir-Souzdal, puis Moscou et Saint-Pétersbourg.

## L’héritage byzantin

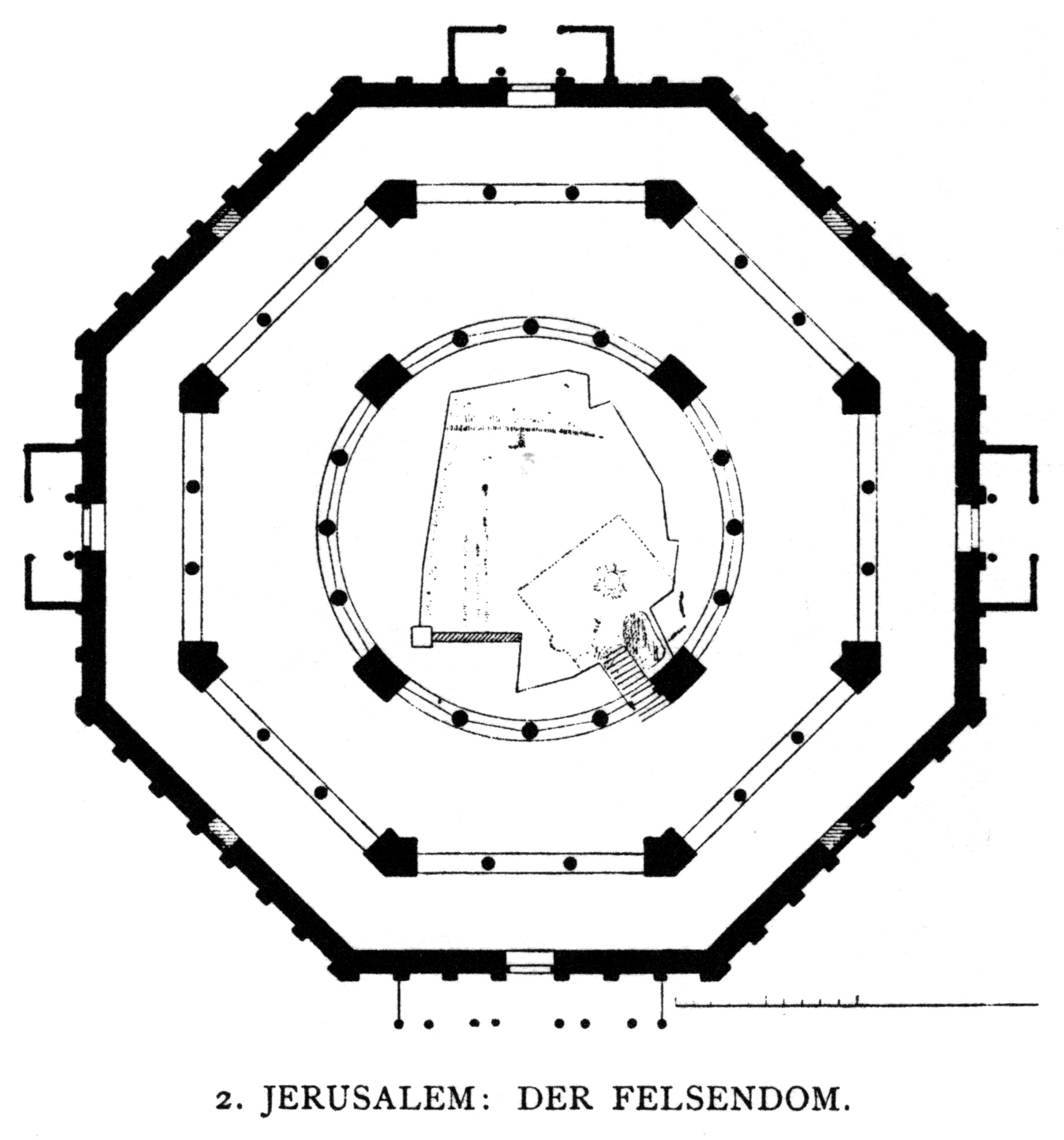
Plan du Dôme du Rocher de Jérusalem

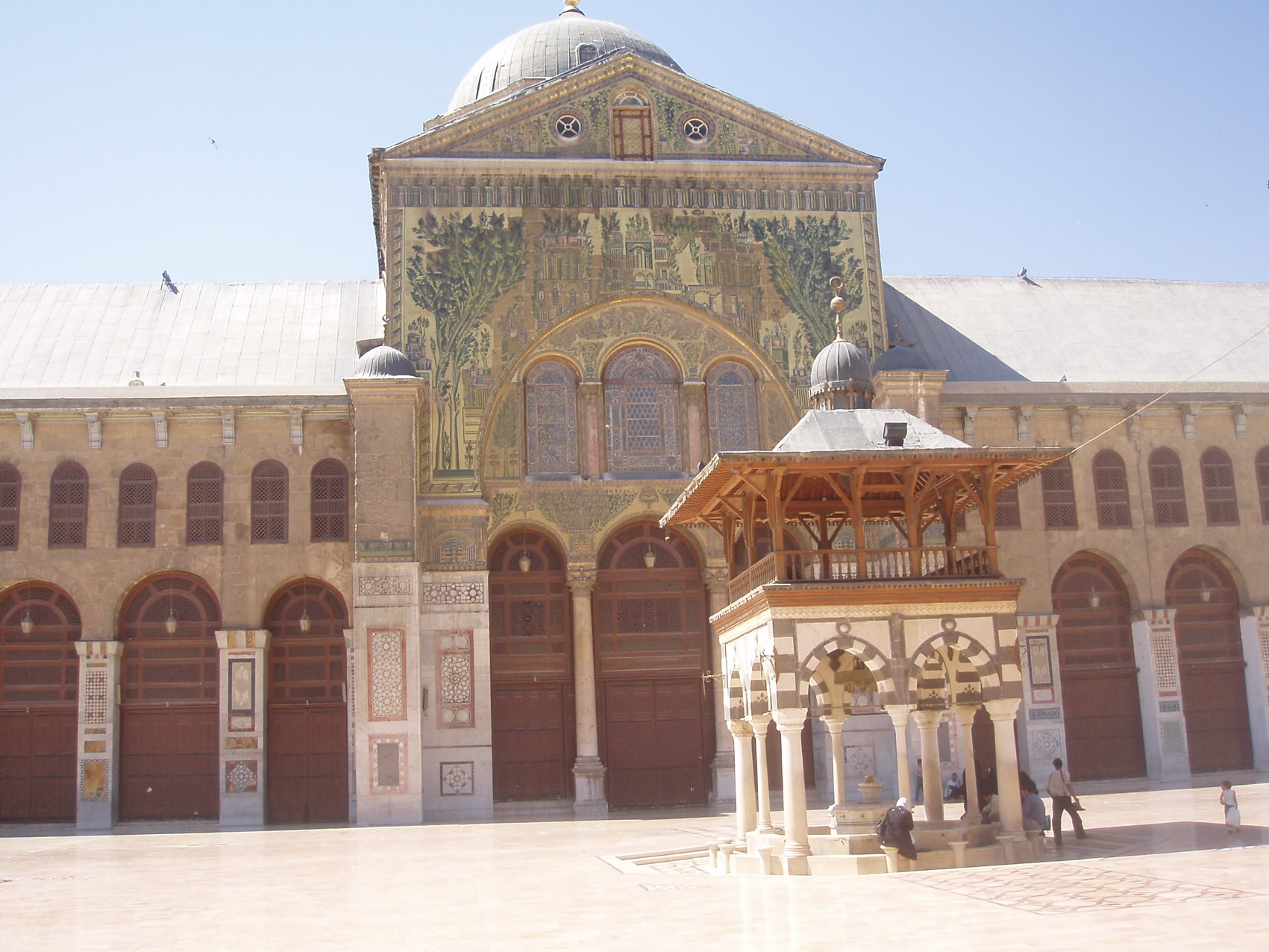
Mosquée des Omeyyades, Damas.

L’architecture byzantine eut une profonde influence sur l’architecture islamique primitive. Pendant la période du califat omeyyade (661-750), l’héritage artistique byzantin, qui était important au Proche-Orient, est à la source de l’art islamique, surtout en Syrie et en Palestine. Le Dôme du Rocher (691) de Jérusalem tire son plan général et sa décoration intérieure de l’art byzantin (tandis que la décoration extérieure, plus tardive, mêle l'art byzantin avec l'art persan). Le plan de la mosquée des Omeyyades (709-715) de Damas est de type basilical, elle est en fait installée sur le site d'un ancien forum romain qui était doté d'une basilique civile et d'un immense temple de Jupiter, la basilique avait déjà été transformée en basilique chrétienne aux périodes romaine tardive et byzantine (la cathédrale Saint-Jean-le-Baptiste, abritant le tombeau de Saint-Jean, qui demeure encore dans la mosquée actuelle), puis remaniée à l'époque islamique, elle offre ainsi une grande similarité avec le plan des basiliques chrétiennes des VIe et VIIe siècles tout en étant allongée sur l’axe transversal plutôt que l’axe longitudinal, conformément à l'orientation des anciennes basiliques civiles romaines, à laquelle s'est mieux accommodée la liturgie islamique. Les restes de mosaïque qui décorent l'extérieur, et dont la mosquée étaient autrefois entièrement couverte (y compris à l'intérieur), faisant sa renommée, sont nettement de style byzantin et ont été créées par des artisans byzantins,.
Les figures géométriques, arches multiples, dômes et compositions polychromes de briques et de pierres qui caractérisent l’architecture islamique et maure trahissent l’influence byzantine (à laquelle s'est ajoutée plus tard une influence persane Sassanide). En réalité les Byzantins et les chrétiens d'Orient ont continué d'exercer une très forte influence artistique sur l'art islamique durant le Moyen Âge, comme pour le dôme ou les mosaïques du mirhab de la mosquée de Cordoue en Espagne, réalisés au Xe siècle également par des artisans byzantins.

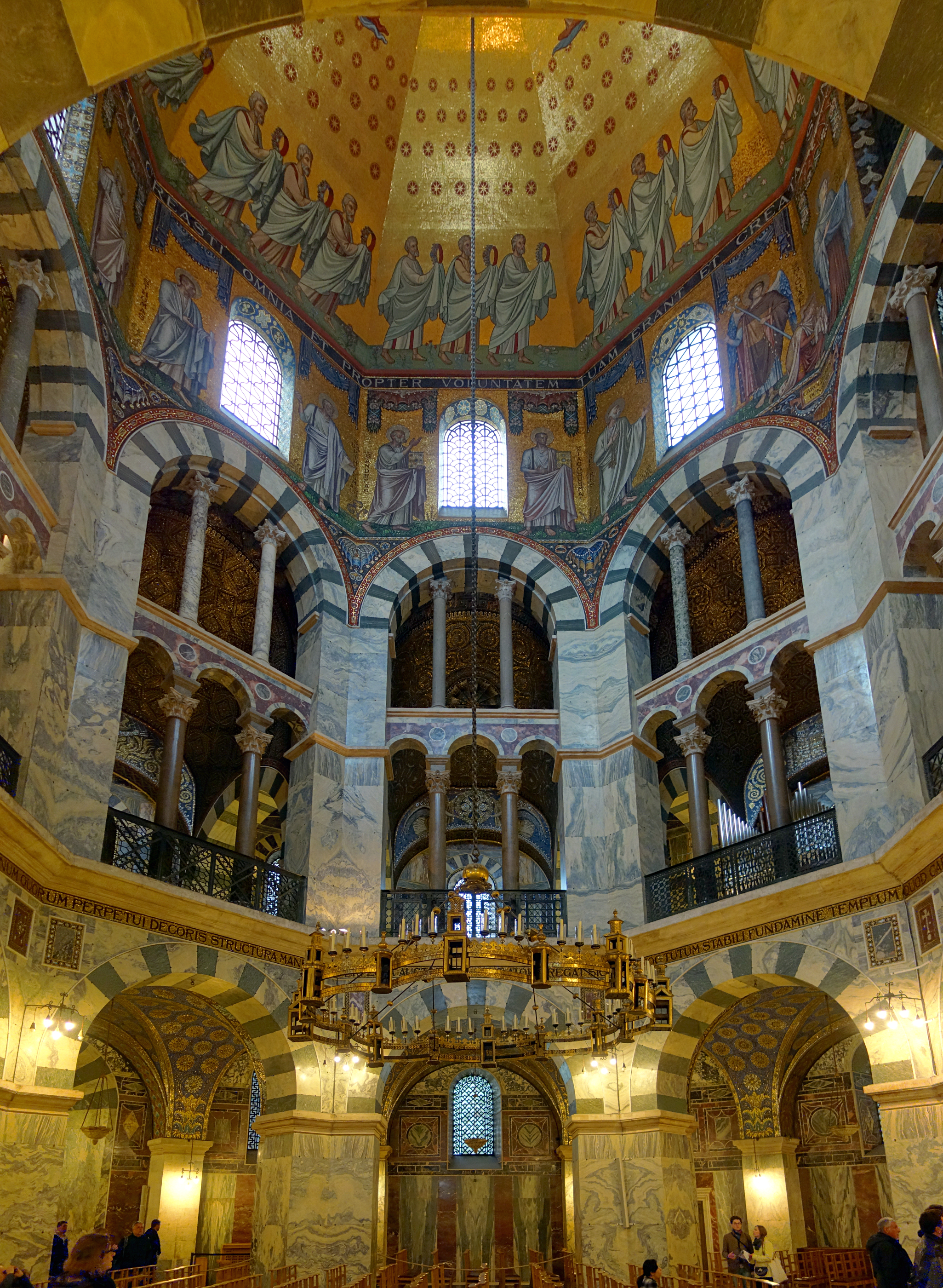
La Chapelle palatine d'Aix-la-Chapelle construite par Charlemagne entre 792 et 804.

L'architecture byzantine a aussi beaucoup influencé l'Europe occidentale durant le Haut Moyen Âge. On perçoit le plus nettement cette influence dans l'architecture carolingienne sous l'impulsion de Charlemagne aux VIIIe et IXe siècles, qui s'inspire des précédentes architectures paléochrétienne et  mérovingienne d'Occident, mais avec d'importants apports byzantins. Charlemagne avait en effet édifié l'Empire carolingien qui se voulait être une renaissance de l'Empire romain d'Occident, et les monuments de cette époque devaient donc refléter cette idée. Le meilleur exemple est la Chapelle palatine d'Aix-la-Chapelle qui reprend un plan octogonal à coupole centrale fréquent dans l'architecture byzantine, comme à la Basilique Saint-Vital de Ravenne, et une décoration de marbre et de mosaïques d'inspiration paléochrétienne et byzantine (fortement restaurée au XIXe siècle). Plus tardivement, de nombreuses églises romanes du sud-ouest de la France adoptent un plan typiquement byzantin en croix grecque avec coupoles, le meilleur exemple est la Cathédrale Saint-Front de Périgueux.
L’influence byzantine restera très prégnante en Russie, Ukraine, Bulgarie, Roumanie, Serbie, Géorgie et les autres pays orthodoxes d'Europe de l'Est, mais aussi chez les chrétiens d'Orient comme les Coptes en Égypte, même longtemps après leur sortie du giron de Constantinople, pour donner finalement naissance à des écoles d’architecture propres à ces pays.